# 건담 (모빌슈트)
건담(영어: Gundam, 일본어: ガンダム)은 《건담 시리즈》에 등장하는 모빌 슈트(MS)로 분류되는 가공의 유인 조종식 인간형 로봇 병기이다. 1979년에 방영된 TV 애니메이션 《기동전사 건담》에서 처음으로 등장했다. 《건담 시리즈》의 최초의 건담으로 통칭 퍼스트 건담(영어: First Gundam, 일본어: ファーストガンダム) 또는 줄여서 퍼건으로 불리기도 한다.
작품 내 군사 세력 중 하나인 지구연방군이 개발한 시제기 중 1기이며, 주인공인 아무로 레이의 탑승기이다. 이마의 V자형 블레이드 안테나와 인간의 눈을 본뜬 복안식의 센서 카메라가 특징으로, 다른 모빌 슈트에 비해 인간에 가까운 형상을 가지고 있다. 이러한 특징은 이후 《건담 시리즈》 작품에 등장하는 건담 타입의 기본적인 특징이 되었다. 작품 내 적대 세력인 지온 공국군의 모빌 슈트를 능가하는 성능을 지녔으며, 파일럿인 아무로 레이의 성장과 맞물려 일년전쟁에서 전설적인 전과를 올리게 된다.
일반적으로 건담이라고 불리는 기체는 아무로 레이가 탑승하는 흰색 바탕에 빨간색, 파란색, 노란색의 트리콜로의 2호기(형식번호: RX-78-2)를 가리키지만, 《기동전사 건담》 본방송 종료 후에 전개된 기획이나 외전 작품 등에서 배색이나 일부 사양이 다른 동형기가 복수로 개발되었다고 설정되었다.

## 디자인
메카닉 디자인은 오오카와라 쿠니오가 담당하였다. 다만 베리에이션 기체에 대해서는 오오카와라 쿠니오의 디자인을 기반으로 다른 디자이너가 담당하고 있는 경우도 있다.
건담의 디자인은 우선 오오카와라 쿠니오가 총감독인 토미노 요시유키의 "토미노 메모"에 있던 러프 원고를 참고로 해서 그렸지만, 오오카와라 쿠니오는 작품 제작 도중에 참가하였기 때문에 선라이즈 측의 작품 의도나 이미지가 충분하게 전달되지 않았다. 그래서 작화 감독인 야스히코 요시카즈가 작품 컨셉에 참고한 SF 소설 《스타십 트루퍼스》의 표지 커버와 삽화로 스튜디오 누에의 미야타케 카즈타카가 그린 파워드 슈츠를 참고해서 러프 디자인을 그렸다. 그러나 "이 디자인은 주역 메카로는 부적합하다"라고 기각되었고, 후에 건캐논의 디자인으로 전용되었다. 한편 오오카와라 쿠니오가 다음으로 생각한 우주복을 기본으로 한 디자인도 주역 메카로 적합한 것은 아니었다. 이리하여 오오카와라 쿠니오가 새롭게 건담의 원안이 되는 "사무라이" 모티브의 로봇을 제안하고, 이를 야스히코 요시카즈가 클린업하고 컬러링에도 손을 대어 건담의 디자인을 완성하게 되었다.
디자인의 정체성은 "등에 부착된 빔 사벨", "흰색이 주가 되는 배색", "발목과 종아리에 표현된 인간형 중시 형태"이다. 선라이즈의 로봇 애니메이션은 전통적으로 전국시대의 무장의 갑옷과 무사인형을 모티브로 하고 있고 건담도 그러한 흐름에 속해 있다. 그러나 건담의 경우에는 좀 더 경쾌한 아시가루가 이미지에 있었기 때문에 이전 작품들에 비해 장식이 담백해졌다.
토미노 요시유키는 건담의 배색을 흰색으로만 하고 싶어했지만, 완구화했을 때 다른 컬러풀한 완구들에게 임팩트에서 밀릴 수 있기 때문에 원안대로 트리콜로로 색상이 결정되었다. 그럼에도 오오카와라 쿠니오의 최초의 디자인에서는 트리콜로 그 자체였던 배색을 야스히코 요시카즈가 흰색의 인상이 강한 것으로 수정했다. 또한 클로버사에서 발매한 완구는 베이스가 은색이었는데, 토미노 감독이 애니메이션에서도 건담을 은색으로 만들고 싶어했다는 얘기도 있다. 당시, 현실의 전투기도 두랄루민 바탕색 그대로의 은색도 많았기 때문에 토미노 감독도 "도장되어 있는 것 자체가 이상하지 않느냐?"고 말했다. 따라서 건담이 트리콜로로 채색된 이유는 "시제기이기 때문에 시연이 돋보이는 색상으로 만들었기 때문"으로 해석되기도 했다.

## 설정 해설
건담은 지구연방군의 기술의 정수를 모아 만든 모빌 슈트(MS)로 지온 공국군의 MS-06F "자쿠 II"를 철저히 연구하여 개발되었다.
총 8기가 생산된 RX-78 건담 가운데, 2호기는 당초 RX-78-1과 같은 사양이었지만, 사이드 7에 반입된 후에 1호기와 함께 장갑과 구동계를 3호기와 동일한 사양(RX-78-2)으로 쇄신했다. 또한 최신 기술인 에너지 캡을 적용한 휴대식 메가입자포 "빔 라이플"의 사양을 고정식 핸드 샷건 스타일에서 분리식으로 변경했다. 이러한 배경 때문에 공식적으로는 시제기로 불리지만 양질의 재료와 최고의 기술로 완성된 커스텀 제작기로 보는 것이 옳다고도 여겨진다. 롤아웃 당시의 컬러는 은색 바탕에 흰색, 빨간색으로 칠해져 있었지만 사이드 7 반입 후에 은색을 흰색으로 변경하고 최종 테스트 시에 1호기, 3호기와 마찬가지로 트리콜로의 데모 컬러가 되었다.
RX-77 건캐논을 거쳐 개발된 건담은 중화기를 고정 장비로 하고 있는 이전 형태에서 공격, 방어 시스템을 최소 단위로 분리하고 대MS전에서 자쿠 II를 능가하는 고기동 모빌 슈트(MS)이다. 건담은 지온 공국군 모빌 슈트에 단일 기종으로 대응 가능하도록 설계되었으며, 장갑 재질은 RX-77에서와 같이 루나 티타늄 합금을 채택하였다. 또한 특수 수지와 강화 세라믹을 충전한 삼중의 벌집 구조의 장갑을 사용함으로써 경량화에도 성공했다. 건담은 완성도가 높은 모빌 슈트이며, MS-14 겔구그와 함께 일년전쟁 당시의 최상위급 모빌 슈트이다. 건담은 성능면에서 이후의 양산형 모빌 슈트인 RGM-79 짐을 훨씬 능가하는 기체이지만, 다른 한편으로 양산화를 전제로 설계되었음에도 불구하고, 건조 비용으로 고액이 지출되었다.
RX-78의 2호기는 사이드 7에서 실제 실험을 실시한 후, 화이트 베이스에 함재기로 등록되어 아무로 레이의 탑승기로 활약하게 된다. 후에 2호기는 마그넷 코팅 등의 처치를 받아 RX-78-3과 일부 동등한 사양으로 변경되었다. 이때 형식번호도 RX-78-3으로 바뀌었다고 하는 자료, 아무로가 3호기(G-3 건담)으로 갈아탔다고 하는 자료도 존재한다.
일년전쟁에서 2호기의 활약은 연방군에게는 희망의 상징, 지온군에게는 공포의 대상이었다. 결과적으로 명칭이나 머리의 조형 등은 "건담이 가지고 있는 마력"이라고 표현될 만큼 특별한 의미를 가지게 되어 이후의 모빌 슈트(MS) 개발의 방향성에도 큰 영향을 미쳤다.

### 기체 구조
머리
형식/제조번호: H.U-0078A2-60, 3.6+, H.U-0078A0 S-000002
메인 카메라와 안테나가 집약되어 있고, 카메라의 배치는 사람의 얼굴을 상기시키는 배치이다. 이 중 머리에 한 쌍으로 사용되는 듀얼 카메라는 조준의 정확도를 향상시키기 위한 것이다. 교육형 컴퓨터의 부담을 경감시키는 코프로세서도 내장되어 있다. 또한 수제사제의 79형 안테나, 마츠무·소닉사제의 통신 시스템을 갖추고 있다. TV 애니메이션 제18화에서는 적 기지를 정찰하기 위해 오른쪽 귀 근처에서 집음 장치가 노출되는 묘사도 볼 수 있다.
세미 모노코크 구조
주된 개발 참여 업체는 플레인 메탈, 야시마 경금속, 플레이트 테크닉스이다.
RX-78의 세미 모노코크 구조는 코어 파이터 부분을 중심으로 상하로 2분할된 특징적인 것으로 이것은 루나 티타늄 중공 프레임과 고강도 플라스틱의 이종 융합 성형으로 이루어진 "프레임 퓨즈드 모노코크"라고도 불리며, 충분한 강도와 경량을 지니게 되었다.
구조와 장갑 부위나 손목 충격 흡수 부분에는 파더게일사의 고분자 플레이트 "VROB202232", "VROB202233" (통칭: 브로브)가 사용되었다. 이것은 콜로니와 우주 함선에 사용된 이 회사에서 만든 충격 완충재의 군용 발전형으로 볼 수 있으며 장갑을 관통한 포탄이나 파편의 운동 에너지 흡수에 효과가 있었을 것으로 추측되고 있다.
필드 모터
개발 참여 업체는 삼소니·심, 삼&손즈 모티브, B.O.K.D.A 기술연구소, 타테카와 전자공업이다.
관절부는 I 필드 기술을 응용한 삼소니·심제의 필드 모터를 채택하였다. 다리와 팔은 작동 보증을 위해서 유압식과 하이브리드 액츄에이터 "HM-680405-A+"로 되어 있다. 이후에 모스크 한 박사 등에 의해 필드 모터에 마그넷 코팅이 이루어져 자세 전환시 시간 손실이 감소되었다.
"건담 뮤지엄"의 설정에서는 삼&손즈 모티브사가 재빨리 개발에 성공한 후 "SS-SIM109", "SS-SIM112s"가 어깨 부위 등의 리니어 시스템으로 채택되어 후에 삼소니 심 모터로 연방제 모빌 슈트(MS)의 표준적인 사양으로까지 성장했다고 한다. RX-78에는 코어 파이터를 내장하기 위해 B.O.K.D.A 기술연구소와 타테카와 전자공업 등이 개발한 I 필드 응용형 리니어 벨트 "LB-53ab"를 사용하는 특수 구조도 채택되어 있으며 이는 자기력 환산으로 50~60 테슬라 이상으로 추정되는 강력한 구동력을 발생시키는 것으로 보인다.
코어 블록 시스템

FF-X7 코어 파이터를 콕피트 모듈로 변형시킨 상태이다. 처음에는 단순한 탈출 캡슐이었으나 연구 인력이 항공기 개발 부문에서 특별 개발 부문으로 넘어가면서 다목적 전투기로 변형할 수 있는 기구가 도입되었다. 교육형 컴퓨터도 회수할 목적으로 채택된 것으로 파일럿이 의식 불명 또는 사망했을 경우에도 자동으로 귀환할 수 있는 기능을 가지고 있다. RX-75 건탱크나 RX-77 건캐논과도 호환성을 가지고 있어서 각 기종으로의 전환이나 부품 교환, 수리도 용이하다. 메인 제너레이터인 타킴사제 NC-3형 핵융합 제너레이터는 코어 파이터에 2기를 내장해 각 부위의 서브 제너레이터와 조합하는 것으로 자쿠 II의 5배에 달하는 출력을 낼 수 있다. 전투기와 모빌 슈트(MS) 양측의 상태에 대응하기 위해 콕피트에는 롤식 드럼 모듈이 채택되었다. 또한 본기의 바디 모듈의 형식 코드는 "RX-BU-C2"라고 한다.
"건담 뮤지엄"의 설정에서는 하이웰 중공업제의 초소형 역핵융합로 "MNF3d"를 탑재하고 있으며, 같은 자료 내에서 "코어 제너레이터 하이브리드 시스템"이라고 호칭된다. 기밀 정보의 은닉과 데이터의 손실로 인해 수치는 추정이지만 같은 시기의 융합로 중에서도 소형의 고출력으로 여겨지며, 이 부분도 자쿠 II F형의 5배 이상의 출력을 가지며, 고효율의 MHD 발전 방식이다. 최대 열출력은 19만~32만 kW, 최대 전기 출력은 15만~25만 kW이다.
백팩
형식번호: RR-M-3c
개발 참여 업체는 스타필드 조선, 파인케이프 케미컬즈, 우드랜드 섀시 등이다.
타킴사제 NC-5형 2기를 서브 제너레이터로 내장하고 있다. 이것은 빔 사벨에 대한 에너지 공급에도 사용된다. RX-78의 설계 단계에서는 지상에서의 이동력 강화를 위한 접이식 윙이 연구되었으나 이는 채택되지 않았다. 내장된 프로펠런트 펠릿 타입의 안정된 재질의 고형 분사제를 사용하여 피탄 시에도 유폭을 일으킬 염려가 없다고 기재된 자료도 존재한다.
허리
각 부분에 마운트 래치를 가지고 있는 것 외에 NC-7형의 서브 제너레이터를 내장하고 있다. 또한 대기권 돌입용 필터나 냉각 분무제도 허리에 장비된다. 우주 공간의 전투에 견딜 수 있도록 냉각 유닛이 설치되어 있어 대기권 돌입도 가능하다. 이것은 페가수스급과의 실험을 바탕으로 채택된 것으로 양산화 계획에는 포함시키지 않는다.
팔
형식/제조번호: R&R-M322, Serial000004, AU-0078B6 S-000018
〈1/100 MG RX-78-2 건담〉, 〈1/60 PG RX-78-2 건담〉에서 세부 사항이 설정된 범용 암이다. 〈1/60 PG RX-78-2 건담〉의 조립 설명서의 상세 데이터에서는 최대 작업 중량 107t, 연속 작동 시간 220분, 중량 6.2t, 작동 자유도 3+3+3DOF로 설정되어 있다. 액추에이터는 리니어식과 유압식을 병용한다. 독립 제어 장치는 "AE-8201fx", "AE-M5gs"를, 독립 탑재 센서는 경사계, G 센서, 6축 센서, 시각 카메라를 탑재하고 있다. 보조 동력원으로 "LE-30"을 채택하고 있다.
다리
형식/제조번호: RX-LU-D1, LU-0078A1 S-000031
〈1/100 MG RX-78-2 건담〉, 〈1/60 PG RX-78-2 건담〉에서 세부 사항이 설정된 양다리 유닛이자 보행 시스템이다. 자세 제어용 버니어 스러스터나 충격 흡수 장치 외에도 각종 센서, 서브 카메라, 컨트롤러, 이것들을 통합 제어하는 컴퓨터도 장비되어 있다. 〈1/60 PG RX-78-2 건담〉의 조립 설명서의 상세 데이터에서는 최대 작업 중량 306t, 연속 작동 시간 185분, 중량 9.6t, 작동 자유도 3+2+3DOF로 설정되어 있다. 액추에이터는 리니어식과 유압식을 병용한다. 독립 제어 장치는 "AE-8001ei", "AE-1251+"를 채택하고 있다. 독립 탑재 센서는 경사계, G 센서, 6축 센서, 시각 카메라의 4종을 탑재하고 있다. 보조 동력원으로 "NC3MD", "NC7S-3", "LE500", "LE550"을 채택하고 있다.
"건담 뮤지엄"의 설정에서는 하이웰 중공업제의 소형 가스 임팩트 모터 "GPM-77L-HP"를 다리에 중복되도록 장착하고 있으며, 코어 블록의 고압 가스를 보조 동력으로 이용해 리니어 구동의 상한을 뛰어 넘는 엄청난 힘을 발휘하게 한다. 이 부분의 후발 자료는 가스 압력식이지만 상기 액추에이터를 언급하고 있지 않다.
각 부분의 해치
기체의 각 부분에는 점검용 해치가 있어서 정비성이 높다.
스러스터
열핵 제트/로켓 엔진을 채택하고 있다. 대기권 내에서는 공기를 끌어들여 핵융합로의 플라즈마에서 연소시킴으로써 추진한다.
교육형 컴퓨터
기체는 학습 기능을 갖춘 비노이만형의 고성능 컴퓨터로 제어되며, 특성이 다른 기체와도 호환이 된다. 미노프스키 입자에 의한 초집적회로의 기능 방해를 회피하기 위한 조치로 광결합회로(G·M·O)가 사용되고 있다. 이로써 파일럿의 부담을 줄이고 새로운 적과 환경에 적응하는 능력을 획득하고 있다. 이는 새로운 적과 대치할 경우 컴퓨터가 스스로 프로그램을 갱신하는 것이어서 파일럿은 공격과 회피에 집중할 수 있게 되었다. 또한 교육형 컴퓨터는 전투 데이터를 축적, 갱신해 가장 적절한 전투 동작을 소프트웨어 스스로가 만들어내는 것조차 가능하게 만들고 있다. 그러다 보니 전투를 거칠 때마다 기체는 강화되어 파일럿의 숙련에 크게 기여하게 되었다. 또한 코어 파이터에는 하빅사제의 모빌 슈트(MS)와 전투기 겸용 조종 시스템을 갖추고 있으며, 교육형 컴퓨터는 빠른 전환과 보조를 담당하고 있다.
또한 RX-78은 사이드 7에서의 첫 전투 이전에 포로가 된 지온 병사에 의한 모의전과 시험 비행을 거쳐 이것에 의해 획득한 동작 데이터가 미리 입력되어 있었다. 다만 교육형 컴퓨터는 비용이 비싸고, 기체가 얻은 전투 데이터를 회수하기 위해 메인 컴퓨터는 코어 파이터 측에 탑재되어 있다.
이 교육형 컴퓨터를 통해 얻은 실전 데이터는 "FDP"(Flight Data Pack = 항주 데이터 팩)에 탑재하여 다른 파일럿의 조종 데이터 및 기본 동작과 함께 RGM-79 짐과 같은 양산기에 탑재되어 연방군에서의 모빌 슈트(MS) 소프트웨어 개발에 크게 공헌했다. 또한 뒤에 개발된 건담 NT-1에 채택되는 AI 등의 기술적인 기초가 되고 있다.
오토 파일럿 기능
자동 색적 시스템이다. 적 모빌 슈트(MS)를 포착했을 때에 스스로 조준해서 사격한다. 데이터가 충분히 축적되면 기체를 자동 운전시키는 것도 가능하다. 《기동전사 건담》 작품 내에서 이 기능의 사용을 확인할 수 있는 것은 라스트 슈팅 장면 뿐이다.

### 무장 및 특수 장비
60mm 카트리스 3포신 단발칸 (60mm 발칸)
형식번호: ASG56-B3S
토토 커닝엄사제의 헤드 카트리스 발칸이다. 별칭은 ASG56-B3S "60mm 근접 방어 기관포"이다.
당초에 예정하고 있던 것은 단포신 리니어 연사포였지만, 머리 사이즈가 원인인 가속 라인 부족과 건캐논과은 운용 방침이 중복될 우려가 있어 이미 제작된 "ASG-56B3"의 포신을 단축시켜서 중단거리 전투에 적합한 무장으로 완성시켰다. 대신 사격의 정확도가 떨어졌고, 탄의 대구경화로 인해 탑재 탄수는 30%가량 줄었다.
머리에 탑재할 수 있는 최대 장탄수는 50발, 600발 150발 등의 3가지 설이 있다. 발사 속도는 분당 640발, 지상 유효 사거리는 3,500m, 지상 사거리는 6,000m이다.
빔 라이플
형식번호: XBR-M79-07G
RX-78-2 건담의 주무장이다. 개발 업체는 블래시사이다. 개발 담당 업체인지는 불분명해 보이는 보와사의 명칭도 기재되어 있었지만, 최근의 자료에서는 블래시사로 일정하다.
에너지 캡 기술에 의해 메가 입자포를 휴대 가능하게 소형화시킨 모델로 출력은 1.9 메가 와트이다. 일년전쟁 당시 전함의 주포급의 위력을 자랑하며, 모빌 슈트(MS)를 일격에 격파시킬 정도의 다소 과도한 위력을 지니고 있다. 일설에는 당시의 빔 출력의 제어가 불안정했기 때문에 우선 운용 가능한 최대 출력을 상정한 설정값이라고도 한다. 최대 출력으로 대략 15발 정도 쏘면 에너지가 바닥나 버렸고, 이때는 모함으로부터 예비 라이플을 받아야 했다. 가동식 센서의 정보는 사격 통제 시스템(FCS)으로 RX-78 본체의 센서 정보와 통합 처리되어 명중률을 높이고 있다. 옵션으로 빔 캐논(출력 5.5 메가 와트)이 준비되어 있었다고 하는 자료도 존재한다.
개발은 난항을 겪었지만, 그 과정에서 빔 스프레이 건을 만들게 된다.
빔 사벨
근접 전투용 무장으로 백팩 양쪽에 각각 1기씩을 장비하고 있다. 손잡이에서 빔을 방출해 빔 블레이드를 형성한다. 출력은 0.38 메가 와트이다.
건담 실드
형식번호: RX·M-Sh-008/S-01025
방어용 방패로 방패 뒷쪽의 핸들을 손(매니퓰레이터)으로 잡아서 사용한다. 중량은 10톤이다. 건담 본체의 장갑 구조를 단순화한 것으로 견고함보다는 충격 확산과 흡수를 목적으로 설계되었다. 초경량 스틸 합금을 베이스로 한 고밀도 세라믹 소재를 아라미드 섬유를 사이에 끼워 내탄성을 향상시킨 표면에는 고분자 소재의 수지가 충전되고, 표면에는 루나 티타늄 합금계 소재가 사용된 3중 벌집 구조로 되어 있으며, 투척 무기로도 사용할 수 있을 정도의 견고함을 자랑한다. G파이터의 등장 이후 실드와 합체하여 G아머나 G불이 될 때는 오른팔에도 실드를 장비하기 때문에 필요에 따라 2개의 실드를 겹쳐 놓거나 분리할 수 있는 기능이 추가되었다.
짐의 실드와 같은 것이라는 설과 재질 등 세세한 부분에서 다르다고 하는 설이 존재한다. 실드 뒷면에 예비 빔 사벨 2기와 빔 라이플 1정을 장착할 수 있었다고 전해진다.
하이퍼 바주카
형식번호: BLASH·XHB-L03/N-STD
블래시사가 개발한 어깨 걸이식 휴대 대함 화기이다. 후방에서 가스를 분사하는 무반동포 사양이다. 장탄수는 5발이며 광역적으로 공격할 수 있는 특성을 이용해 다수의 상대와 함선에 효과를 발휘한다. 계획 초기에는 핵탄두의 채택도 검토되었지만, 채택되지 않았다고 한다.
구경은 자료에 따라 270mm, 320mm, 380mm, 700mm로 일정하지 않다. 다만 설정화에서는 "구경700mm"라는 치수가, 탄체에는 "직경 70cm", "전장 3.2m"라는 치수가 각각 표기되어 있다. 색상은 작품 내에서 회색의 단일색과 회색의 투톤 컬러의 2종류를 확인할 수 있다(장면에 따라 바뀌는 일도 있었다.). 아 바오아 쿠에서의 마지막 출격에서는 하이퍼 바주카를 양손에 총 2정을 휴대하고, 등쪽에 실드와 빔 라이플을 장착하고 출격하였다.
작품 내에서는 짐이 하이퍼 바주카를 장비하고 있는 장면 외에도 지구연방군의 보병들이 사용하는 사람 크기의 "바주카"는 스코프 형상을 제외하고 하이퍼 바주카와 같은 형태이다. 건담의 모함 화이트 베이스에도 승무원의 비품으로 다수가 적재되어 있으며, 아 바오아 쿠에서의 최종 결전 등에서 사용되었다.
슈퍼 네이팜
《기동전사 건담》 TV판 제2화 및 극장판 제1부에 사용된 강력한 네이팜탄이다. 넓은 범위를 불태우기 위한 장비이다. 포구 4발을 갖춘 원통형으로 발화시 빔 라이플을 사용한다. 사이드 7 내에서 자쿠 II 부대의 강습에 의해서 회수가 불가능할 정도로 파괴된 모빌 슈트(MS)의 잔해 및 부품을 기밀 유지를 위해 소각할 때 사용했다.
또한 작품 내에서는 건담이 왼팔 겨드랑이에 안고 있을 정도로 크게 그려져 있어서 이전에는 거기에 준한 축적으로 입체화되었지만(HCM Pro 버전 등) 이후에는 빔 라이플의 하부에 장착될 정도로 작게 수정되었으며 거기에 준한 축적으로 입체화(HGUC 버전 등)되었다.
빔 자벨린
빔 사벨의 에너지 콘덴서를 작동시켜 가변시킨 상태이다. 자벨린이란 투척할 수 있는 창을 의미한다. 빔 사벨의 자루를 연장시켜 끝부분의 빔을 삼지창 모양으로 만든 것이다. 투척 무기로도 사용되었다. 처음에는 리미터가 작동해서 사용하지 못했다. 극장판에서는 등장하지 않는다.
또한 16년 후를 그린 《기동전사 건담 UC》에서는 다카르의 지온 잔당군과의 전투에서 빔 자벨린을 사용하는 연방군의 짐 III가 등장한다. 모양은 건담의 빔 사벨과 비슷한 원형의 자루이다.
건담 해머
편곤 형태의 모닝스타이다. 가시가 달린 철구에 휘두를 수 있을 만큼의 길이를 가진 사슬을 연결시킨 질량 병기이다.
빔 병기나 바주카를 사용할 수 없는 상황에서 유용한 무기이다. 《기동전사 건담》 TV판 제5화에서는 일격으로 자쿠 II를 격파하는 위력을 발휘했다. 《기동전사 건담》 극장판 제1부에서는 명중과 동시에 가시가 폭압으로 산개되어 자쿠 II를 파괴하는 장면의 원화가 그려져 있었지만 결국 건담 해머의 등장 장면 자체가 편집되었다.
OVA 《기동전사 건담 제08MS소대》에서는 육전형 건담도 장비하고 있다.
게임인 《SD 건담 스커드 해머즈》에서는 건담의 무장이 다양한 건담 해머로만 구성된다.
하이퍼 해머
건담 해머를 강화시킨 것이다. 철구에 버니어를 여러 개 추가해 가시를 섬세하고 날카롭게 만들었다. 사용시 버니어의 분사에 의해 가속시킴으로써 위력을 증가시키고 있다(닻 모양의 손잡이는 못쓰게 된다.). 개발은 벨파스트 기지에서 한 것으로 여겨진다. 《기동전사 건담》 TV판 제26화에서 곡그를 상대로 사용할 때에 첫 번째 타격으로 다운시켰지만, 두 번째 타격은 막히고 사슬이 뜯겨졌다.

### 작품 내에서의 활약
건담은 시제기임에도 불구하고 갑작스럽게 실전에 투입돼 대략 3개월 만에 200기 이상의 모빌 슈트(MS)와 15척 이상의 함선 및 5기 이상의 모빌 아머(MA)를 격파하는 전과를 올리게 된다.
건담은 기체의 테스트와 최종 조정을 위해 반입된 사이드 7에서 지온 공국군 모빌 슈트(MS) 부대의 강습을 받았을 때 우연히 조종 매뉴얼을 집어들고 열려 있던 콕피트에 올라탄 민간인 소년 아무로 레이의 조종으로 자쿠 II와의 최초의 모빌 슈트(MS) 간의 전투에서 승리를 거두게 된다. 이후에 뉴타입으로 각성하는 아무로의 힘이 더해져 지온 공국군 병사로부터 "지온의 붉은 혜성"과 대비되는 "연방의 하얀 악마"라고 두려워할 정도의 전과를 올리게 된다. 작품 내에서 지온측의 인물이 연방의 신형 모빌 슈트(MS)를 "건담"이라고 부르는 것은 제6화에서 샤아 아즈나블의 독백("그가 건담과 싸우다가 죽는 것도 좋고")이 최초이고, 제7화에서 가르마, 제11화에서 샤아 아즈나블이 "건담"이라는 이름을 언급했다. 지온의 일반 병사가 최초로 "건담"이라고 부른 것은 제17화에서 코즌이 화이트 베이스로부터의 통신을 우군에게 정보 전달했을 때이다.
일년전쟁의 최종 결전인 아 바오아 쿠 전투에서는 고정 무장 외에 양손에 하이퍼 바주카 2정, 허리에 빔 라이플, 등쪽에 실드를 장착하고 이전과는 비교할 수 없는 중무장으로 출격했다. 샤아가 탑승한 지옹과의 교전 끝에 대파된다. 이 과정에서 건담은 왼팔과 머리를 파괴당하고도 우뚝 서서 위쪽에 날아다니던 지옹의 머리를 빔 라이플로 격파하는 데, 이 장면은 "라스트 슈팅"으로 불리며 포스터 등에 많이 그려지게 되는 유명한 장면이다. 이후 지옹이 발사한 최후의 한 방에 의해 건담은 오른팔과 오른 다리가 파괴돼 행동불능 상태가 되지만 코어 파이터의 분리 시스템은 작동되었고, 아무로가 아 바오아 쿠에서 탈출하는 데 사용되었다.
작품 내에서는 아무로 이외에는 세일러 마스가 유일하게 탑승하였다. 제16화에서는 무단으로 출격하여 코즌 그레이엄의 자쿠 II에게 노획될 뻔하였고, 아무로가 탑승한 건캐논에게 도움을 받는다. 제20화에서는 람바 랄대의 습격 시에 독방에 들어가 있는 아무로를 대신하여 탑승해 빔 라이플로 긴이 탑승한 자크II의 머리를 파괴해 행동 불능으로 만들었다(직후에 아무로와 교대).
애니메이션 《링 오브 건담》에서는 "아무로의 유산"의 일부로써 그 후에 같은 기체(형식번호: RX-78-2)가 등장한다. 일년전쟁 후에 회수, 수리되어 우주세기 동안 기능적인 부분을 업데이트하면서 유지되었다. 작품 내에서는 링 콜로니에 보관되어 있던 것을 에이지와 율리아가 탈취해 "뷰티 메모리"와 호응했다.

### 비고
형식번호의 유래
이 형식번호의 유래는 애니메이션의 기획서에서 건담(건캐논과 건탱크도 포함될 가능성이 있음)의 기체번호 또는 작전번호를 "VX-78"이라고 하는 기록이 존재하는 것과 제1화의 대본에서 브라이트 노아가 "건더 X78"이라고 언급하는 대사가 있는 것에 기인한다. 이 대사는 실제로는 사용되지 않았고 TV 시리즈 방영 중에는 다른 모빌 슈트(MS)들과 같이 형식번호가 설정되지 않았지만, 극장판 제1부의 공개 전에 "RX-78"이라고 하는 형식번호가 붙여졌다. 이를 제안한 것은 당시 라포트의 애니메이션 잡지 《아니멕》의 편집장으로 토미노 요시유키와 친분이 있던 코마키 마사노부였다. TV판에 등장한 병기의 형식번호의 상당수는 코마키 마사노부가 《아니멕》 잡지에서 붙인 것이다. "RX"는 당시 오오카와라 쿠니오의 애차인 마쓰다의 스포츠카 "사바나 RX-7"에서 따온 것이라고 한다.
설정의 변천
TV판 및 극장판에서 건담은 1기만 등장하고 있지만 TV판 제2화에서는 화이트 베이스로 반입할 수 없는 건담의 부품들(아무로는 "3기분 정도는 있다"고 말하고 있다)을 슈퍼 네이팜으로 불태워 버리는 묘사가 있어서 이것들을 조립했다면 복수의 건담이 존재하였을 것이다. TV 방송 중에 간행된 소설판에서는 페가수스(화이트 베이스)는 사이드 7에서 건담과 건캐논을 3기씩 수령할 예정이었다고 되어 있어서(결과적으로 건담 1기와 건캐논 2기만 탑재), 복수의 존재가 명확해졌다. 또한 극장판 제2부 개봉 후에 발행된 책 《건담 센추리》에서는 2기 포함 총 8기가 생산된 것으로 알려졌으며, 아무로가 탑승한 기체는 2호기인 것으로 알려졌다. 이후 메카닉 디자인 기획 《모빌 슈트 베리에이션》(MSV)에서도 이러한 설정이 이어져서 1호기(준비 원고를 모티브로 한 프로토타입 건담)과 3호기(소설판에 등장하는 G-3 건담)이 설정되었다. 또한 총 생산대수 8기라는 설정도 계승되었다.
형식번호 "RX-78-○"의 마지막 숫자와 "○호기"는 기본적으로 일치하고 있으며, 형식번호의 마지막 숫자는 제조번호로 인식되는 경우도 많지만, 이에 대홰 명확하게 언급하고 있는 자료는 없다. 《기동전사 건담 공식 백과사전 건담 오피셜즈》에서는 이를 부정하고, 마지막 숫자는 "사양"을 의미한다고 한다(예로서 "RX-77-2"의 형식번호를 가지고 있는 건캐논이 여러 기 존재하는 것을 들고 있다).
《MSV》 설정에서 4호기부터 8호기는 소체의 상태가 짐의 모체가 되었다고 여겨지며, 이 중 4호기와 5호기는 개수를 받아 강습상륙함 "서러브레드"에 함재(그러나 정식 자료는 없다)되었다라고 되어 있다. 이후 1990년에 발행된 반다이의 잡지 《SD CLUB》에 연재된 《모빌 슈트 컬렉션 오오카와라 쿠니오 MS 최신 설정집》(후의 《M-MSV》)에서 4호기부터 7호기까지 새로운 설정이 더해져 각각 RX-78-4부터 RX-78-7까지의 형식번호가 부여되었다. 8호기에 대해서는 《MSV》 이외의 설정은 없다. 또한 2011년에 발행된 서적 《마스터 아카이브 모빌 슈트 RX-78 건담》에서는 1호기부터 3호기를 "퍼스트 로트", 4호기부터 8호기를 "세컨드 로트"로 구분하고 있다.
작품 내에서 사용하지 않고 각하된 설정으로 윙(날개)이 있다. 이는 건담이 자력 비행 능력을 갖도록 하기 위한 장비였다. 설정화에서는 3중의 구불구불한 형태로 된 접이식 구조로 등쪽 백팩의 양측면에서 전개되는 형태로 장착된다.
핵융합로
아케이드 게임 《기동전사 건담 스피리츠 오브 지온》의 게임 내 설정에서는 모빌 슈트 뮤지엄의 새로운 설정을 채택해, 건담에 탑재된 초소형 핵융합로는 "하이웰 중공업제 MNF3d, 최대 열출력 19만~32만 kW, 최대 전기출력 15만~25만 kW"라고 하고 있다.
머리
머리 부분을 그리는 것이 쉽지 않았기 때문에, 작화 담당으로부터 "건담의 얼굴이 날아가 버려서 만세"라고 코멘트도 있다.

## 베리에이션
퍼스트 로트 계통
- X-78
- RX-78 프로토타입
- RX-78-1 프로토타입 건담
  - FA-78[G] 풀아머 건담 육전 타입
  - RX-78-01 건담 1호기 (디 오리진 판)
  - RX-78-01[N] / RX-78[N] 국지형 건담
  - RX-78-01[N] / RX-78[N] 국지형 건담 롤아웃 컬러
  - RX-78-01[N] / RX-78[N] 국지형 건담 (북미전 사양)
  - RX-78-01[FSD] 건담 FSD
- RX-78-2 건담
  - 건담 MA 모드
    - RXX 건담 개수형 기체

  - FA-78-1 풀아머 건담
    - 건담 아머드 타입

  - RX-78-2 고기동형 건담
  - RX-78Opt. 건담 G 대시
  - RX-78-2 솔로몬 익스프레스
  - RX-78-02 건담 (디 오리진 판)
  - RX-78-02 건담 롤아웃 컬러 (디 오리진 판)
- RX-78-3 G-3 건담
  - FA-78-1B 풀아머 건담 (타입 B)
  - 화이트 데빌
- 하프 건담
- RX-78/C.A. 캐스발 전용 건담
- RX-78T 건담 (티탄즈 사양)
- 건담 (지온 사양)
- RX-78F00 건담

세컨드 로트 계통
- RX-78-4 건담 4호기
- RX-78-5 건담 5호기
- RX-78-6 건담 6호기 (머드록)
- RX-78-7 건담 7호기
  - FA-78-3 풀아머 건담 7호기 (풀아머 건담 3호기)
  - HFA-78-3 (FHA-78-3) 중장 풀아머 건담
- RX-78-8 건담 8호기

기타 RX-78 계통
- RX-78NT-1 건담 NT-1 (알렉스)
  - RX-78NT-1FA FA 건담 NT-1 (초밤 아머 장비형)
  - FA-78-X 알렉스 증가 장갑 시험형 (FSWS 장비형)
  - RX-78NT-1 건담 NT-1 프로토
  - RX-78NT-2 건담 NT-2
  - RX-78NT-3 건담 NT-3
  - MRX-002 NT 전용 프로토타입 건담
  - RX-78NT-X / MRX-003 네틱스
  - RX-78AN-01 건담 AN-01 트리스탄
- RX-78XX (RX-78-XX) 픽시
- RX-78E 건담 GT-FOUR
- RX-78SP 건너 건담
  - 풀아머 건너 건담
- 아쿠아 건담
- RX-78AL 아틀라스 건담

FSWS 계획 계통
- FA-78-1 풀아머 건담
  - FA-78 풀아머 건담 (썬더폴트판)
- FA-78-2 헤비 건담
- 셔틀 건담 (T1호)

건담 개발 계획 계통
- RX-78GP00 건담 시작 0호기 (블라섬)
- RX-78GP01 건담 시작 1호기 (제피랜더스)
  - RX-78GP01-Fb 건담 시작 1호기 (제피랜더스 풀 버니언)
- RX-78GP02 건담 시작 2호기 (사이살리스)
- RX-78GP03 건담 시작 3호기 (덴드로비움)
  - RX-78GP03S 건담 시작 3호기 (스테이멘)
- RX-78GP04G 건담 시작 4호기 (가베라)

퍼펙트 건담 계통
- PF-78-1 퍼펙트 건담
- PF-78-2 퍼펙트 건담 Mk-II
- PF-78-3 퍼펙트 건담 Mk-III 레드 워리어

RX-79 계통
- RX-79[G] 육전형 건담
  - RX-79[G]Ez-8 건담 Ez-8
  - RX-79[G]SW 슬레이브 레이스
  - RX-79(G)NT NT용 양산형 건담
- RX-79BD-1 블루 데스티니 1호기
  - RX-79BD-2 블루 데스티니 2호기
  - RX-79BD-3 블루 데스티니 3호기
- RX-79EX-1 제퍼 건담
  - FX-705 RX78 중장개 실험형
- RG-79AV 건담 양산형

### X-78
《MSV》에서 문자 설정만 기재되었다. 연방군의 MS 개발 계통도에서 건캐논 초기형과 프로토타입 건담의 중간에 위치한다. 건담의 원형기로 여겨진다는 것 외에 자세한 사항은 알려져 있지 않다.
《건담 매거진》 No.1에 게재된 호소이 유지의 만화 《RX-78 탄생 비화》에서도 건담의 "모형"이라 불리는 기체가 등장한다. 개발자는 템 레이로 크기가 자쿠 II의 절반에 불과하고 외관도 건담과 많이 다르다. 지온군으로부터 노획한 자쿠의 머리를 빔 건으로 일격에 파괴하지만, 연방군의 모빌 슈트(MS) 파일럿의 육성이 지연되어 제대로 조종되지 못하고 사격의 반동으로 쓰러지고 만다.

### 프로토타입 건담
《MSV》에서 설정되었다. 퍼스트 로트에 속하는 건담의 초기 사양으로 특히 1호기를 가리키는 경우가 많은데, 2호기도 당초에는 이 사양이었다. 또한 《MSV》의 속편인 《MSV-R》에서 얼굴의 형상이 다른 "프로토타입 건담 (롤아웃 타입)"이 새롭게 설정되었다.
철저한 경량화를 도모하는 동시에 우주 공간에서의 전투에 견딜 수 있도록 허리와 무릎에 냉각 유닛이 설치됐고 대기권 돌입을 위한 내열 필드 시스템도 장착되어 있다. 또한 발목 아머에는 슬릿 형상의 자세 제어 버니어가 복수 설치되어 있다.
자브로에서 롤아웃 시의 컬러는 1호기가 검은색과 은색("G-1 화이트"라고도 불린다)을 기조로 일부에 빨간색을, 2호기가 1호기의 검은색 부분을 흰색으로 도장하였다. 그후 1호기는 우주 공간에서 3일간 테스트를 했는데, 이때 1호기는 얼굴이 다른 "롤아웃 타입 1"으로 빔 라이플은 개수 후의 것을 사용하고 있다. 노획한 자쿠 II F형과 세이버피시 2기를 가상의 적기로 한 모의전투 시에는 페인트탄을 사용하기 위해 자쿠 머신건을 휴대하고 있다.
테스트 종료 후에는 사이드 7로 이동되어 1호기는 흰색, 파란색, 빨간색의 트리콜로로, 2호기는 1호기와의 구분을 위해 은색(후에 흰색), 파란색, 빨간색으로 재도장되었다. 그후에 낭비되는 부분의 정리가 진행되어 RX-78-2로 개수되지만, 도장에 변경은 없었다. 그러나 후에 3호기도 포함해 도장이 통일되었다.
본 사양의 코어 블록으로 프로토타입 코어 파이터 1호기가 시험 운용되지만, 곧이어 완성된 코어 파이터로 교체되었다.
1호기는 사이드 7에서 운용 시험 후에는 기록이 없고, 사이드 7에서 지온군의 기습에 의해 파괴되었다고 하는 설도 있지만 진상은 명확하지 않다.
주요 무장
빔 라이플
형식번호: (XBR-)M79-04G
전용의 핸드 샷건 스타일의 빔 라이플이다. 처음에는 사용시에 팔뚝에 일체화하는 것이 시도되어 라이플 뒷부분에 스트랩과 양팔뚝에 이를 고정하기 위한 홈이 설치되었지만 후에 라이플의 볼트 부분의 개수와 함께 스트랩은 폐지되었다. 오른쪽 허리 또는 왼쪽 허리에는 빔 라이플을 수납하기 위한 슬라이드 전개식 홀스터가 장착되어 있다.
설정의 경위
TV판의 공식 기획서용 건담의 준결정 원고를 "시제형"으로 설정을 가져온 것이다. 1981년에 발행된 무크《How to Build Gundam》에서 스트림 베이스의 오다 마사히로가 "초기 개발형"으로 모형 작례를 발표(도장도 준결정 원고의 것)하였고, 같은 시기에 《TV판 기동전사 건담 스토리북 3》에서 오오카와라 쿠니오에 의한 컬러 화고에서도 "건담 시작 타입"으로 발표(다만, 후자의 얼굴은 결정 원고의 것이다)되었다. 또한 TV판 제1화에서 아무로가 주운 건담의 매뉴얼에 그려진 도판은 준결정 원고를 바탕으로 하고 있으며, 완전하게 변경된 것은 아니다.
뒷면 초벌 그림은 《MSV》에서 오오카와라 쿠니오에 의해 새로 그려졌다. 또한 준결정 원고가 "표준 장비기"로 그대로 게재된 적도 있다.
《MSV-R》의 "롤아웃 타입 1"에서 처음으로 준결정 원고의 얼굴이 정식으로 설정에 도입되었다. 이 이전의 디자인은 이전 작품들의 흐름을 그대로 이어받은 슈퍼 로봇으로 디자인되었으며 처음에는 입도 달려있었다. 그러나 야스히코 요시카즈가 오오카와라 쿠니오로부터 전달받은 디자인에 "18m나 되는 것에 입이 붙어 있는 것은 이상하다. 이번 기획에서는 입은 필요없을 것이다. 오히려 있으면 곤란하다"고 주문해서 이러한 얼굴형을 가지게 되었다.
작품 내에서의 활약
아케이드 게임 《기동전사 SD 건담 사이코샐러맨더의 위협》, 슈퍼 패미컴용 게임 《SD 기동전사 건담 V작전 시동》 및 아케이드 게임 《기동전사 건담 (대전형 격투 게임)》에서는 2P 컬러로 흰색과 빨간색을 기조로 한 기체(앞서 기술한 사이드 7으로 이동 직후의 2호기의 컬러와 거의 일치함)가 등장한다. 다만, 프로토타입 건담으로 판별할 수 있는 것은 《SD 기동전사 건담 V작전 시동》의 상자 그림만이며, 게임 내의 그래픽은 모두 1P(RX-78-2)의 색상을 바꾼 것이다. 또한 대전형 격투 게임에서의 파일럿은 세일러 마스이다.
아케이드 게임 《기동전사 건담 전장의 유대》에서는 "경량화되어 격투전에 적합한 타입"이라는 설정으로 되어 있으며, 메인 무장은 건담 해머(지급을 통해 하이퍼 해머, 빔 라이플이나 빔 자벨린도 장비 가능)이다.
아케이드 게임 《기동전사 건담 스피리츠 오브 지온》에서는 스테이지 1 및 스테이지 3의 보스 캐릭터로 등장한다. 자브로 공략 작전에서 기지 내로 침입한 적기의 요격을 위해 패럴 이하 중위가 독단으로 출격한다. 솔로몬 공략전에서는 타카시 키타모토 대위의 풀아머 건담의 소체가 되고 있다. 다만 이 작품은 "가공전기"라고도 불린다.

#### RX-78 프로토타입
《건담 센추리》에 등장한다. 아직 "건담"이라는 이름이 붙는 이전 사양으로 알려져 있다.
미야타케 카즈타카의 일러스트에 의하면 심플한 하체는 거의 짐 그 자체이며, 이마에 V자 안테나가 없고 대신 측두부에 2개의 안테나가 달려 있다. 코어 블록 시스템은 이 시점에서 도입되었다. 1호기의 2주간의 테스트 후에 2호기가 완성되어 함께 주행, 전투 테스트를 반복하였다.
그러나 완성된 빔 라이플의 에너지 캡의 소비 전력이 예상보다 30% 정도 높아졌기 때문에 저출력의 빔 스프레이 건의 개발을 진행시키는 한편, 8기의 프로토타입 중 2기가 루나 II에서 열핵반응로를 강화시키고 있다. 이에 따라 허리 둘레에 출력 강화용 보조 시스템, 무릎에 냉각 유닛이 장비되는 등의 사양 변경이 이루어졌다.
모형잡지 《전격 하비 매거진》에 게재된 1999년의 기획 "솔로몬 익스프레스"에서는 본 사양을 기초로한 "RX-78-1호기 프로토타입 건담"이 등장한다. 또한 《마스터 아카이브》는 이 규격을 기본으로 팔뚝과 발목 아머가 《MSV》 버전 프로토타입 건담과 같은 기체를 RX-78-1의 "롤아웃 시" 또는 "사양 책정전"으로 하고 있다. 또한 이 책에서는 이 사양으로 롤아웃한 것은 1호기 뿐이라고 하고 있다.
《MSV》에서의 사양 분류
《MSV》에서는 건담의 사양을 "초기 시작형", "중간 무장형", "후기 시작형"의 3가지로 분류하고 있다. 이 중 초기 시작형은 "소체"로 여겨져서 각종 냉각 시스템을 장비하고 있지 않고, 4호기 이후에도 이러한 사양이기 때문에 앞서 서술한 《건담 센추리》판 프로토타입과의 공통점이 많다.
중간 무장형에 대해서는 명칭 이외의 설정은 없다. 후기 시작형은 "3호기 사양"이라고 여겨지지만, 《MSV》에서는 3호기의 형식번호를 일관되게 "RX-78-2"로 표기하고 있다. 덧붙여 《기동전사 건담 공식 백과사전 건담 오피셜즈》에서는 이러한 3가지 분류는 4호기 이후의 기체에 대해서라고 해석하고 있다.

### G-3 건담
《MSV》에서 설정되었다. 퍼스트 로트에 속하는 건담의 마지막 사양으로 특히 3호기를 지칭하는 경우가 많다. "G-3 건담"의 명칭은 소설판 작품 내에서의 무선 코드 네임이다.
3호기는 처음부터 RX-78-2 사양이며, 1호기와 2호기에 비해 늦게 사이드 7으로 반입되었다. 도장은 당시의 1호기와 마찬가지로 트리콜로이다. 지온군의 사이드 7 기습 이후에 2호기의 보수용 파츠 공급기로 화이트 베이스에 탑재되지만, 오데사 작전을 전후해 회수되어 오거스타 연구소로 이송되었다고 하는 설과 사이드 7에서 약간 파괴된 채 회수되어 루나 II로 이송되었다는 설의 2가지 설이 있다. 전자의 설에서는 건담 NT-1과 데이터를 호환·보완을 한 후에 우주로 이송되었다고 여겨진다.
3호기는 별1호 작전 때 2호기의 모형 또는 테스트베드로서 마그넷 코팅 처리된다. 게다가 열핵반응로용의 레이저 가속기도 신형으로 교체되어 2호기의 2배의 운동 성능을 획득하게 된다. 교육형 컴퓨터도 신형을 탑재했다. 이러한 개수에 의해 3호기의 형식번호는 RX-78-3으로 변경되었다. 또한 처음에는 회색을 기조로 도장했었지만, 자료를 통해 몇 가지 패턴을 확인할 수 있으며, 현재는 일부분을 연보라색으로 칠한 패턴이 일반적으로 잘 알려져 있다.
설정의 경위
TV판과는 설정이 다른 소설판 《기동전사 건담》에 등장하는데, 라라아 슨의 엘메스와의 전투에서 탑승기인 건담을 잃은 아무로 레이에게 주어진 기체를 소설판에서 "G3" 또는 "건담"으로 부른다. 마그넷 코팅이 되어 있어서 진한 회색으로 도장되어 있다. 또한 소설판에서는 어떤 기체가 몇 호기인지를 언급하지 않는다. 《MSV》에서는 "아무로 소위가 갈아탔다고 하는 설도 강하다"라고 언급해서 소설판의 설정도 애매한 형태로 도입하고 있다. 또한 소설판에서는 루로이 길리엄이 탑승한 릭 돔의 빔 바주카에 의해 콕피트를 관통당하고 격파되었다.
《MSV》에서 G-3 건담의 형식번호는 RX-78-2이며, RX-78-3으로 처음 표기된 것은 1989년에 출판된 《엔터테인먼트 바이블》 시리즈이다. 그 이전에는 "RX-78-G3 그레이 건담"이라고 표기하는 자료도 존재한다.
작품 내에서의 활약
《마스터 아카이브》에서는 루나 II에서의 가동 시험을 위해 우주로 올라갔을 때, 우군과 함께 위성 궤도 상에서 기다리고 있던 지온군 함대를 돌파했다고 한다.
어트랙션 《건담 더 라이드》에서는 페가수스급 강습상륙함 "브랜리벌함"에 탑재(외관은 이른바 "Ver.Ka"이다)되어 있지만, 민간인이 탑승한 런치를 동반한 "잭 더 할로윈"대의 짐의 착함시 사고에 휘말려 파손된다. 또한 코어 블록은 본체에 준하여 도장되어 있다.
OVA 《건담 이볼브》에서는 일년전쟁이 종결되고 9일 후에 아 바오아 쿠에서 G파이터에 수납된 G아머가 되어 잔적 소탕에 투입되었다. 분리하여 G불이 되고 아 바오아 쿠의 표면에 강하하여 메가 입자포로 구멍을 뚫어 볼 부대를 위한 내부 진입구를 만들었다. 코어 블록은 일반적으로 도장되어 있다.
만화 《기동전사 건담 C.D.A. 젊은 혜성의 초상》에서는 일년전쟁 후에 지온 공국 주둔 연방군의 페가수스급 강습상륙함 "화이트 베이스 II"에 탑재되었다. 사이드 3의 11번지 콜로니에서 지온 잔당군으로 모빌 슈트(MS)를 이송하려는 계획을 저지하기 위해 출격하지만, 정규 파일럿이 부상당하는 바람에 급히 조르조 미겔이 탑승하게 된다. 카무지가 탑승한 고기동형 자쿠 II와 교전하지만 농락당하고 행동 불능이 된다.
《건담 제너레이션 3》에 게재된 카이메이지 유우의 만화 《강철의 처녀》에서는 우주세기 0079년 11월 경에 독일 남부 바덴바덴 연방군 기지에 "G-3"가 배치되어 있다. 그러나 머리와 백팩 이외의 외관은 짐 커맨드와 같은 모양이며, 머리의 입가에 틈새가 없다. 지온의 온건파 요인의 구출을 위해 바덴바덴 기지를 습격하는 "강철의 처녀" 부대와 교전하고 빼앗긴 빔 사벨에 의해 콕피트를 관통당해 파괴되고, 파일럿은 관통당하기 직전에 탈출한다.
만화 《G의 카게닌》에 등장하는 주인공 료우가가 탑승하는 "G의 영인"으로 불리는 모빌 슈트(MS)도 G-3 건담을 개조한 것으로 알려져 있다. MS 닌자 휴우가가 연방군으로부터 탈취해 데긴 공왕에게 헌상하고 하사받은 형태로 탑승기가 된 후에 료우가에게 승계된 것으로 알려져 있다. 기동성을 높이기 위해 외장을 일부 간략화하고 빔 사벨 2개를 허리 부분에 장착시켰다. 심안 센서를 내장하고 있다. 그 외 수리검이나 분말을 이용한 미노프스키 입자 은신술, 대기권 돌입 이즈나 떨어뜨리기 등의 인법을 사용한다. 샤아의 반란 시에는 핵융합로의 노후화가 진행되었다.
〈1/100 MG RX-78-3 G-3 건담 Ver.2.0〉의 조립 설명서에서는 앞서 서술한 외전 만화의 설정의 일부도 "항간에 유포되고 있는 이설"로 다루고 있다.

### 건담 4호기
《MSV》의 문자 설정을 시작으로 이후에 《M-MSV》에서 새로운 설정과 함께 디자인되어 게임 《기동전사 건담 외전 우주, 섬광의 끝에서...》에서 추가 설정과 함께 리파인되었다. 세컨드 로트에 속하는 건담의 통산 4번째 사양으로 4호기를 바탕으로 개수되었다. 코드 네임은 "G-04"이다.
4호기의 소체는 짐의 모체가 되지만 연방군은 솔로몬이나 아 바오아 쿠의 공략, 나아가 지온 본국으로의 침공의 주전력으로 5호기와 함께 우주전 사양으로 개수하기로 결정한다. RX-78-2 사양을 기본으로(마그넷 코팅은 표준 장비) 백팩을 교체하고, 스러스터나 프로펠런트를 증설하여 기동력을 40% 정도 향상시켰다. 또한 옵션으로 양 어깨의 프로펠런트 탱크와 스러스터가 일체화된 컴포지트 탱크 유닛과 백팩에 프로펠런트 탱크를 추가하는 것으로 가동시간도 연장되어 요새 공략전 등 장시간에 걸친 전투에 대해 엄청난 전과가 기대되게 하였다. 코어 블록 시스템은 대체가 되는 콕피트 사출 기구의 완성과 비용 문제로 채택되지 않았고 이를 위해 빈 공간을 냉각 시스템으로 전용함으로써 제너레이터도 강화되어 보다 강력한 빔 병기의 사용이 가능해졌다.
4호기는 메가 빔 런처를 장비하기 위해서 새로운 제너레이터와 냉각 시스템이 강화되어서 이로 인해 흉부 인테이크의 형상이 5호기와 다르다. 그러나 에너지 캡의 용량 부족 문제가 해결되지 않은채 조정이 계속되었다. 도장은 흰색과 회색을 기본으로 일부가 파란색, 인테이크와 스러스터 등이 노란색으로 칠해져 있다. 파일럿은 루스 캇셀 중위이다.
주요 무장
핸드 빔 건
"빔 건 유닛"으로도 불린다. 양 팔뚝 장갑에 1문씩 장비한다. 기체의 제너레이터 강화에 따라 시험적으로 전투에서의 유효성과 비용, 정비성 등을 검증하기 위해 장비된다. 유효 사거리는 짧고, 근접 전투용이다.
하이퍼 빔 라이플
형식번호: XBR-M-79H-2
위력은 RX-78-2에 비해 40% 향상되었으며, 후에 생산되는 GP 시리즈의 것에 필정한다고 한다. 센서류가 쇄신되어 명중의 정확도가 향상되었다.
메가 빔 런처
4호기의 전용 장비로 전체 길이가 12m에 달하는 고출력 빔 병기이다. 본체의 제너레이터만으로는 가동시킬 수 없기 때문에 왼쪽 허리에 에너지 유닛 팩을 장착해서 사용한다.
실드
신축 기구를 가지고 있어서 격투 무기로도 사용이 가능하다.
작품 내에서의 활약
작품 내에서는 아 바오아 쿠로의 증원 부대를 격파하기 위해 4호기 전용 시제 병기인 메가 빔 런처를 발사한 뒤 메가 빔 런처의 보조 제너레이터의 외부 팩 제너레이터가 폭발해 대파되어 기함으로 회수되었으나 수리가 불가능했기 때문에 종전까지 콘페이토에 방치되었다. 파일럿인 루스 캇셀 중위도 폭발에 휘발려 기함으로 회수된 후에 사망한 것으로 확인되었다.
또한 if 루트가 존재하며 이 루트로는 루스가 생존해 건담 5호기와 함께 아 바오아 쿠의 N 필드에 투입되어 무사히 귀환한다. 이때 메가 빔 런처를 사용하고 있어서 콘페이토에서 개량이 이루어졌을 가능성이 있다. 원작 소설 《아 바오아 쿠 공방전》에서는 지온군의 시제형 모빌 아머(MA) 비그로 改와의 전투에서 승리해 무사히 귀환한 것으로 보이는 묘사가 있다.
설정의 변천
1981년에 발행된 《건담 센추리》에서는 RX-78 프로토타입이 8기가 존재했다고 되어 있고, 건담 4호기~건담 8호기의 존재가 시사되었다.
1984년부터 1985년 사이에 발행된 《MSV》에서 처음 게재되었으며, 4호기, 5호기는 짐의 모체가 된 것과 개수되어 별1호 작전에서 화이트 베이스급 "서러브레드"에 탑재된(다만 정식 기록은 없다) 것이 기술되어 있을 뿐이며 디자인은 제시되지 않았다.
이후에 《M-MSV》로 간주되는 잡지인 《SD CLUB》 제9호의 연재 기획 〈모빌 슈트 컬렉션 오오카와라 쿠니오 MS 최신 설정집〉 (1990년)에서 5호기와 함께 디자인되어, 게재된 소설 〈아 바오아 쿠 공방전〉에서 4호기와 5호기의 활약이 그려졌다. 또한 실드는 짐 커맨드와 같은 형태의 것을 장비하고(소설의 삽화에서) 메가 빔 런처는 계획은 되어 있었지만 실제로 장비되지는 못했다.
게임 《기동전사 건담 외전 우주, 섬광의 끝에서...》 (2003년)에서는 카토키 하지메에 의해 리파인된 4호기와 5호기가 등장했다. 이때 옵션으로 컴포지트 탱크 유닛이 추가되고 백팩의 프로펠런트 탱크가 옵션으로 변경되었다. 게임의 본편 및 만화판의 메인 스토리에서는 기존의 설정과는 달리 아 바오아 쿠 공략전에는 참전하지 않지만, if 루트로 아 바오아 쿠 공략전에 참전이 그려졌다.
만화 《기동전사 건담 MS 제너레이션》의 설정에서 건담 4호기는 "G-4 계획" 하에 복수의 부서에서 동시에 개발되어 공군 중심의 기체가 건담 GT-FOUR, 우주군 중심의 기체가 건담 NT-1이라고 한다. 육군의 전신 화기의 중화력형 및 해군의 수중 전용형은 플랜으로만 존재한다.

### 건담 5호기
출처는 건담 4호기와 같다. 세컨드 로트에 속하는 건담의 통산 5번째 사양으로 5호기를 기초로 개수되었다. 코드 네임은 "G-05"이다.
5호기의 소체는 짐의 모체가 되며 그후 4호기와 거의 동일한 개수를 받게 된다. 도장도 4호기와 같지만, 파란색 부분이 빨간색으로 변경되었다. 파일럿은 폴드 롬펠로 중위이다.
주요 무장
자이언트 개틀링
건담 5호기의 전용 장비이다. 처음부터 4호기와의 연계를 상정해서 4호기가 메가 빔 런처를 사용할 수 없는 경우를 대비해 신뢰성이 높은 실체탄 무기 중에서도 굴지의 위력을 자랑하는 본 무장이 선택되었다. 또한 4호기의 메가 빔 런처의 충전부터 발사에 이르는 시간을 서포트하기 위해 광범위로 탄막을 칠 수 있도록 개발된 것이라고 한다. 구경 90mm, 장탄수 3,000발, 케이스 리스탄을 사용하며 초당 50발을 발사할 수 있다. 왼쪽 허리에 대형 드럼 탄창을 장착하고 급탄 벨트로 본체에 접속한다. 배럴의 과열을 방지하기 위해 5초의 트리거 리미터가 있다.
게임 《기동전사 건담 외전 우주, 섬광의 끝에서...》에서 새롭게 설정되었다. 그 외의 다른 무장들은 메가 빔 런처를 제외하고 건담 4호기와 동일하다.
작품 내에서의 활약
작품 내에서는 일년전쟁 말기에 월면도시 그라나다 근교의 전투를 마지막으로 생환하고 있다.
원작 소설 《아 바오아쿠 공략전》에서는 지온군의 시제형 모빌 아머(MA) 비그로 改와의 전투에서 대파되었으며, 귀환 여부는 알려져 있지 않다. 또한 이 소설을 바탕으로 한 전술 게임의 if 루트에서도 아 바오아 쿠 N 필드에 투입된다.

### 건담 6호기 (머드록)
《MSV》의 문자 설정을 시작으로 이후에 《M-MSV》에서 새로운 설정과 함께 디자인되어, 게임 《지오닉 프론트 기동전사 건담 0079》에서 추가 설정과 함께 리파인되었다. 세컨드 로트에 속하는 건담의 통산 6번째 사양으로 6호기를 기초로 개수되었다.
6호기의 소체는 짐의 모체가 되며, 그 후에 2호기로부터 얻은 데이터를 기초로 재설계된다. 빔 라이플의 에너지를 다 소진하고 다시 충전될 때까지 동안의 화력 부족을 보충하기 위해 고정 무장의 강화에 주안점을 두고 개수되었다. 백팩은 캐논포를 장비한 대형으로 바뀌었고, 다리에는 가변 스러스터가 장비되었다. 도장은 흰색을 바탕으로 진한 파란색과 노란색으로 칠해져 있다. 카메라 아이는 《지오닉 프론트 기동전사 건담 0079》에서는 빨간색이지만, 매체에 따라서 녹색인 것도 있다. 개발 책임자 및 파일럿은 에이거 소위이다.
주요 무장
300mm 캐논포
백팩에 2문이 장비된 저반동 캐논포이다.
소설판 《지오닉 프론트 기동전사 건담 0079》에서는 빔 캐논으로 여겨지고 있으며, 냉각 시스템의 문제로 충분한 성능을 발휘할 수 없다고 한다. 이후에 출력을 70%(그래도 지온군의 어떤 MS라도 일격에 파괴할 수 있는 위력을 지닌 것으로 여겨진다)로 억제해 파워 유닛에 대한 부하를 감소시키고 있다.
그레네이드 런처
양 팔뚝 장갑에 장비된다. 4연장으로 총 8발을 장전한다.
빔 사벨
다리 부분의 가변 스러스터에 사출식으로 내장되어 있으며, 캐논포에 평행하게 장착되어 있다고도 하지만, 이는 시기에 따른 차이로 여겨진다.
빔 라이플
형식번호: XBR-M79X-C2
재충전 시간의 문제를 근본적으로 해결하기 위해 에너지 캡을 카트리지화 한다는 컨셉 하에 개발되었다. 실전 배치되지는 않았지만, 이후의 E팩식의 선구자인 것으로 알려져 있다.
실전에서는 육전형 건담과 동일한 형태의 빔 라이플을 휴대하고 있다.
실드
짐 커맨드와 동일한 형태의 실드를 장비하고 있다.
작품 내에서의 활약
작품 내에서 지온군의 자브로 침공시 에이거 소위의 독단으로 미완성된 상태로 처음 실전에 투입되었다. 그러나 냉각 시스템의 조정이 불완전했기 때문에 지온군 특수부대 암야의 펜릴대의 공격으로 파괴된다. 소설판에서는 에이거 소위가 적에게 포위되는 것을 피하기 위해 불타고 있는 함선을 등지고 싸우는 우를 범하고 파워 유닛이 과열을 일으켜 대파당한다.
수리시 어깨의 장갑과 다리 부분에 가변 스러스터가 추가되어 "완성 상태"가 된다. 그러나 다시 암야의 펜릴대와의 교전 끝에 격파당한다. 소설판에서는 게라트 슈마이저가 탑승하는 실체탄 캐논과 연막탄 탑재 등으로 개조된 자쿠 I S형에 의해 격파당한다.
설정의 변천
1984년부터 1985년 사이에 발행된 《MSV》에서 처음 게재되었으며, 건담 6호기~건담 8호기는 짐의 모체가 된 것과 실전 참가 기록은 남아있지 않은 것 같다라고 기술되어 있을 뿐이며, 디자인은 제시되지 않았다.
이후에 《M-MSV》로 간주되는 잡지인 《SD CLUB》 제8호의 연재 기획 〈모빌 슈트 컬렉션 오오카와라 쿠니오 MS 최신 설정집〉 (1990년)에서 디자인되었으며, 건담 4호기, 건담 5호기보다 먼저 발표되었다.
게임 《지오닉 프론트 기동전사 건담 0079》 (2001년)에서는 카타기리 케이치로에 의해 리파인되어 등장했다. 적의 보스로 등장하기 때문에 역역 같은 얼굴로 디자인되었다. 또한 빔 사벨의 장비 위치가 변경되었다. "머드록"이라는 애칭도 이때에 설정되었다.

### 건담 7호기
《MSV》의 문자 설정을 시작으로 이후에 《M-MSV》에서 새로운 설정과 함께 디자인되어 게임 《기동전사 건담전기》에서 추가 설정과 함께 리파인되었다. 세컨드 로트에 속하는 건담의 통산 7번째 사양으로 7호기를 바탕으로 개수되었다.
7호기의 소체는 짐의 모체가 되지만, 이후에 개수가 이루어진다. 설계 단계에서 일년전쟁의 종결을 맞아하게 되어 기본 프레임만 존재하는 단계였으나 우주세기 0081년에 이르러서 완성되었다.
처음부터 풀아머 등의 옵션 시스템을 상정해 설계됐기 때문에 기체 각 부분에 마운트 래치 및 각종 인터페이스의 옵션 포트가 설치되어 있다. 증가 장갑(퍼스트 아머)를 장착하고 풀아머 건담 7호기에 세컨드 아머를 장착하면 중장형 풀아머 건담 7호기가 된다. 본체는 마그넷 코팅이 되어 있고 시제형의 전방위 모니터가 장비되는 등 건담 NT-1 클래스의 기체 성능을 지니고 있다. 백팩의 메인 스러스터는 6개로 RX-78 타입의 구조를 적층하도록 배치함으로써 높은 추력과 신뢰성을 확보함과 동시에 흉부 유닛과 일체화된 블록 구조로 각종 추가 장비의 접속 터미널로도 기능을 한다.
주요 무장
빔 라이플
형식번호: XBR-H80-L1
7호기 전용으로 개발된 무장이다. 풀아머 건담 7호기의 등부분의 빔 캐논용 디바이스가 채택되어 일년전쟁 당시의 것보다 사거리가 길고 속사성도 향상되었다.
작품 내에서의 활약
작품 내에서는 달의 매스 드라이버 기지로 향하는 지온군 잔당을 추격하기 위해 팬텀 스위프대에 페가수스급 서러브레드와 함께 새로 배치되며 중장형 풀아머 상태에서 기지로 향하던 무사이를 격파한 뒤 기지에서 최종 결전을 치르게 된다. 또한 만화 《기동전사 건담전기 U.C. 0081 수천의 눈물》에서는 지온군 잔당 셜리 엘리슨 중위의 본 기체의 개발 참여가 발각되어 기동 보정 프로그램의 사용이 금지되어 다루기 어려운 기체가 되고 말았다. 따라서 기동성의 문제를 극복하기 위해 풀아머나 중장형 풀아머를 사용할 수 밖에 없는 이유가 되었다.
설정의 변천
이후에 《M-MSV》로 간주되는 잡지인 《SD CLUB》 제12호의 연재 기획 〈모빌 슈트 컬렉션 오오카와라 쿠니오 MS 최신 설정집〉 (1990년)에서 디자인되었다. 풀아머 건담 7호기(당시의 명칭은 "풀아머 3호기")와 중장형 풀아머 건담 7호기는 《SD CLUB》 제14호에서 발표되었다.
게임 《기동전사 건담전기》 (2009년)에서는 카토키 하지메에 의해 리파인되어 등장했다. 《M-MSV》에서는 설계 단계에서 종전을 맞이했지만, 전후에 완성된 것으로 되어 있다.

### 건담 8호기
《건담 센추리》 및 《MSV》에서 문자 설정으로만 기재되었다. 《건담 센추리》에서 건담의 총 생산대수가 8기라는 사실이 기술되어 《MSV》에서는 "8호기"의 표기를 볼 수 있다. "건담 8호기"(형식번호: RX-78-8)의 표기를 볼 수 있는 것은 반다이에서 발행한 《엔터테인먼트 바이블 .42 기동전사 건담 MS 대도감 [파트.6 데라즈 분쟁편(상)]》의 MS 개발 계통도뿐이다.
건담 4호기~건담 7호기와 마찬가지로 소체는 짐의 모체가 되며, 실전 참가 기록 등은 발견되지 않았다.

### 건너 건담
메카닉 디자인 기획 《MSV-R》에서 설정되었다. 그림 원고는 《건담 에이스》 잡지에서 공모된 《MSV-R》 구독자 참가 기획 제2회의 그랑프리 작품인 "건담 스나이퍼 타입"을 기초로 오오카와라 쿠니오가 클린업한 것이다.
일년전쟁이 종결된 후에 검토된 기체로 건담의 기동성은 그대로 유지하면서 중거리 지원 능력 향상형으로 개발되었다. 연방군의 발주에 따라 제안된 풀아머 건담의 연장선 상에 위치한 기체지만 탈착식이 아니라 본체와의 일체형으로 계획되었다. 설계 기간의 단축을 위해 헤비 건담의 설계 일부를 유용했다고 하는 설도 있다. 메인 카메라 전면에는 개폐식의 차단 실드를 장비하고, 이것은 센서 작동시에 발생하는 전자파 등의 대응책이라고 하지만 자세한 사항은 알려져 있지 않다. 범용성이 높고 각종 작전에 대응이 가능한 설계이기 때문에 채택 기종의 유력 후보가 된다. 우주세기 0080년 6월에 정보가 풀리면서 짐을 베이스로 목업이 제작되었다. 그러나 이미 완성되어 있던 건담 6호기로 커버가 가능하다고 판단되어 같은 해 말에 개발이 중단된다. 도장은 짙은 회색과 파란색을 기조로 한다.
덧붙여 본 기체의 장비를 탈착식으로 한 풀아머 건너 건담이 일년전쟁 말기에 실전 참가했다고 한다.
주요 무장
빔 라이플
본 기체 전용의 장거리 사격용 화기로 전후에 접수한 지온군의 빔 라이플을 분석해 얻은 기술의 일부를 전용하여 개발되었다고 한다. 본 기체의 우측 머리 부분의 복합 센서를 병용하는 것으로 연방군의 순양함의 주포와 같은 정도의 정밀 사격이 가능하다. 출력은 일반적인 빔 라이플보다 30% 정도 증가되었다.
빔 사벨
백팩에 마운트 부위를 설치하지 않았기 때문에 종아리 부분 양 측면에 개폐식의 수납 공간을 설치했다.
센서 포드
백팩 상부에 장비한다. 최신의 전자 장비에 의해 미노프스키 입자 하에서도 약한 전파를 수신할 수 있게 되었다. 색적 외에 재밍도 가능하다.

## 기타 건담

### 퍼펙트 건담
만화 《프라모 쿄시로》의 작품 내에서 주인공인 쿄다 시로에 의해 제작된 건프라로 처음 등장하였고, 이후에 《MSV》에 편입(형식번호: RX-78 또는 PF-78-1)되었다. 일부 서적에서는 "연방군이 정보 조작용으로 제작한 CG에 의한 가공의 기체"로 소개하고 있다. 원래는 TV 시리즈에 원화맨으로 참여하고 있던 이타노 이치로가 일하는 틈틈이 그린 낙서로 퍼펙트 지옹과의 근접전이 그려져 있으며, 이 시점에서 양쪽 모두 디자인은 거의 완성되어 있었다.
건담의 본체와 같은 트리콜로를 기조로 한 증가 장갑을 가슴, 어께, 허리, 다리에 장착하고 오른팔에 직접 부착식 2연장 빔 건, 등에는 대형 백팩과 백팩에 직접 연결된 어깨 대형 캐논, 왼팔에 장착된 실드에는 빔 사벨 3개와 기뢰 투하 유닛, 다리 부분의 증가 장갑에는 스러스터를 추가하는 등 다양한 무장과 장비를 갖추고 있다. 그러나 《프라모 쿄시로》에서는 추력은 강화되었지만 중장비를 한 만큼 둔중한 기체이며, 대전한 경장비의 세미 아머드 건담의 운동 성능에 농락당해 참패당했다. 또한 이를 교훈삼아 후계기로 퍼펙트 건담 II(풀아머 건담), 퍼펙트 건담 III(레드 워리어), HCM 퍼펙트 건담도 제작되었다.
《프라모 쿄시로》에서는 전신에 개조를 한 풀스크래치라고 부를 수 있는 기체로 증가 장갑은 기체와 일체화되어 탈착이 불가능했지만, 《MSV》로 프라모델화 될 때 오다 마사히로에 의해 일부 디자인이 변경되어 1/100 스케일 키트에서는 장갑의 탈착이 가능해졌다. 마스터 그레이드(MG)로 프라모델화된 것도 이 디자인이다. 또한 이후에 카토키 하지메에 의해 다시 리파인된 것이 〈건담 픽스 피규레이션〉, 〈SD건담 BB전사〉 각 시리즈로 상품화되었다. 덧붙여 〈SD건담 BB전사〉에서는 오리지널 요소로 머리에 장착하는 "헤드 기어"와 지원 메카인 "G캐리어"가 설정되어 있다.
건프라를 소재로 한 2013년의 TV 애니메이션 《건담 빌드 파이터즈》의 최종화에서는 클라이맥스 장면에서 주인공의 아버지 이오리 타케시의 건프라로 등장해 주인공을 엄호하는 장면이 그려졌다. 비록 몇 초간이긴 했지만 첫 등장 이후 30년만에 TV 애니메이션에 등장하면서 트위터의 트랜드 워드로 등극하고, 《프라모 쿄시로》의 원작자인 야마토 코이치가 개인 블로그에 일러스트를 곁들인 코멘트를 남기는 등의 큰 반향이 있었다. 덧붙여 이 장면의 원화는 《건담 빌드 파이터즈》의 원화맨이자 메카닉 작화 감독으로 참여한 오오바리 마사미에 의한 것이다.

#### 퍼펙트 건담 (썬더볼트판)
만화 《기동전사 건담 썬더볼트》에 등장하는 기체이다. 사이코 자쿠 마크 II의 장갑이나 파츠를 건담에게 환장시킨 기체이다.

### 건담 양산형
츠쿠다 하비의 시뮬레이션 보드 게임 확장 키트 《트와일라잇 오브 지온》에 등장(형식번호: RG-79AV)하는 기체이다.
건담의 간이 양산형으로 허리 헬륨 코어가 제외되었고 V자 안테나를 가지지 않는다. 카메라 아이의 형식은 판별이 불가능(유닛의 일러스트가 작기 때문에 찌그러져 버림)하다. 건담과 마찬가지로 빔 라이플과 빔 사벨을 2개, 하이퍼 바주카를 휴대한다. 생산성이 나빠서 10여기가 생산된 후 생산이 중단되었다.

### 짐 (GEEM)
《사이버 코믹스》 01 게재 소설 〈TOP GUNDAM〉에 등장(형식번호: RMS-114)하는 기체이다. 명칭은 "Gundamtype Experienced Exertion Mobilesuit"의 약자로 건담 계열의 발전 양산기로 여겨진다. 카메라 아이는 짐 계열의 고글 타입이다. 무장은 180mm 구경의 엘레 카트리지식 빔 라이플을 휴대한다. 우주세기 0089년부터 부대 배치가 개시되었다.
우주세기 0082년에 설립된 MS 파일럿 훈련학교 "탑 건담" 소속의 셰이드 노보트니 중위가 탑승해 도다이 II를 타고 바그다드의 지온군 잔당의 스틸스 자쿠 3기와 교전하여 기체에 데미지를 입으면서도 기발한 계책으로 섬멸에 성공한다.

### 아쿠아 건담
《SD CLUB》 제18-19호에 게재된 타케바 신고의 만화 〈시크릿 포뮬러 수중형 건담〉에 등장하는 기체이다. 제목은 "수중형 건담"이지만, 작품 내에서는 "아쿠아 건담" 또는 "건담"으로 불린다.
또한 《SD CLUB》에서 발표된(나중에 M-MSV) 수중형 건담(아쿠아 짐이 베이스)과 외관상 공통점이 많이 보여지지만, 어깨 부위 등이 다르고 작품 내에서 짐 계열이 베이스라고는 언급되지 않는다. 무장은 오른팔의 핸드 앵커는 장비되지 않고 건담 2호기와 같은 형태의 빔 라이플을 휴대한다. 이동 시에는 소형 잠수함 "G마리너"에 탑재된다.
우주세기 0079년 12월 23일에 3기가 그린란드에서 출항해 시험 항해를 50% 소화하고 호위 핵잠수함 "리오그란데"와 합류하여 자브로로 향할 예정이었다. 그러나 합류 지점에서 함은 이미 침몰되어 있었으며 매복하고 있던 지온 공국군의 유콘급 잠수함 "U-31"의 즈곡크 2기와의 교전에서 대장의 1호기는 G마리너와 함께 격침된다. 2호기(파일럿은 앨런, G마리너는 듀크)는 G마리너에서 오른팔만 내밀어 빔 라이플로 1기를 격파한다. 3호기(파일럿은 마리온, G마리너는 로이)는 그 후에 나타난 그라블로에 G마리너의 메인 밸러스트를 파괴당해 가라 앉지만 3호기를 사출하고 2호기와 연계하여 나머지 적을 섬멸한다. 또한 2호기와 3호기는 흑백 컬러지만 도장의 차이를 확인할 수 있다.

### 솔로몬 익스프레스
《전격 하비 매거진》의 잡지 기획 〈솔로몬 익스프레스〉에서 등장(형식번호: RX-78-2)하는 기체이다.
솔로몬 공략 플랜의 하나로 극비리에 검토되었던 RX-78-2의 핵공격용 장비이다. 추가로 장비되는 이 유닛은 2발의 대형 다탄두 열핵 반응 미사일, 등부분에 장착되는 대형 화학연료 고기동 부스터 2기 및 중형 우주함정의 것을 전용한 열핵반응로 4기, 등부분의 열핵반응로에 직접 연결된 대형 메가 빔 라이플과 허리 부분의 실험용 I 필드 발생 유닛, 상체에 장착되는 대우주잔해물용의 증가 장갑, 내핵 실드 등으로 구성되어 있다.
상정되었던 운용 방식은 부스터에 의한 빠른 속력을 활용한 일격이탈전법으로, 솔로몬의 개구부로 열핵 반응 미사일을 발사한 후에 전역을 이탈하면서 모든 장비를 분리하고 최종적으로 코어 블록만 회수될 예정이었다. RX-78-2를 이용해 열핵 반응로 1기만을 탑재한 상태에서 가속 시험이 실시되었지만 이때 부스터에 고장이 발생했고 게대가 남극 조약을 위반하는 데에 대한 우려도 있었기 때문에 실전 배치는 보류되었고 대신에 솔라 레이가 투입되었다.
그 후 솔로몬 익스프레스용 유닛은 루나 II에 보관되었고, 탑재되었던 열핵 반응탄만이 건담 시작 2호기에 전용된 것으로 되어 있다.

#### 화이트 데빌
잡지 기획 〈솔로몬 익스프레스〉에 등장하는 기체이다.
솔로몬 익스프레스와 동일하게 개발된 G-3 건담용의 핵장비 플랜이다. 기본적인 장비는 솔로몬 익스프레스에 준하고 있으며, 무장은 솔로몬 익스프레스의 것과 같은 대형 메가 빔 라이플 외에 2기의 핵바주카와 6발의 열핵 반응탄, 60mm 발칸포의 포구를 유용한 머리 후방의 빔 라이플이며, 내핵 실드도 2기로 증강되었다.
아 바오아 쿠 공략용으로 알려져 있지만, 솔로몬 익스프레스와 마찬가지의 이유로 실전 투입은 보류되었다.

### 하프 건담
만화 《기동전사 제타 건담 1/2》에 등장하는 기체이다.
티탄즈가 건담 Mk-II를 개발하면서 RX-78-2 건담을 철저히 해석하기 위해 각 기지에 현존하는 RX-78 계열의 보급용 부품들을 긁어모아서 만든 기체이다. 오리지널 부품의 비중이 52%이고 나머지는 현용 기체의 부품으로 보충되었기 때문에 "하프 건담"으로 불리게 되었다. 이 수치는 외부 장갑도 포함될 가능성이 지적되고 있어서 실제로 어느 정도로 오리지널에 가까웠는지는 불분명(작품 내에서는 짐 II보다 약한 것으로 알려져 있다)하다.
각 스펙은 마그넷 코팅 시에 기록된 RX-78-2의 데이터를 기초로 동등하게 조정되었다. 코어 블록 시스템은 장비되어 있지 않고, 카메라 아이가 녹색이며 왼쪽 가슴에 센서가 증설되어 있는 것이 외관 상의 주된 차이점이다. 또한 발목의 아머에서 프로토타입 건담과 같은 슬릿을 확인할 수 있다. 무장은 머리의 발칸포와 빔 사벨 외에 건담 Mk-II와 같은 형태의 빔 라이플을 휴대하자민, 실드는 장비하지 않는다. 건담 Mk-II를 완성한 후에 이 기체의 우수성을 실증하기 위해 여러 차례 모의 전투를 치르지만, 테스트 파일럿인 강 우 대위가 몸이 상할 정도의 가혹한 조종 기술을 사용해 에드거 에드먼드 스미스가 탑승한 최신예기인 건담 Mk-II를 압도하고 승승장구한다. 속앓이를 하던 프랭클린 비단은 실전 장비로 모의전을 하는 것을 명하고, 이때 우 대위가 방심한 순간에 콕피트를 직격당해 격파된다.
우주세기 0138년에 동화 작가인 시실리아 마딘의 유품에서 발견된 《에드거 에드먼드 스미스의 일기》에 등장하는 기체이며, 당시의 우주세기 세계에서 실존 여부에 대한 논란이 분분했다고 설정되었다.

### 건담 (RX-78F00)
움직이는 실물 크기 건담 프로젝트 〈건담 팩토리 요코하마〉에서 설정된 기체이다.
설정에서는 일년전쟁 후 극동 아시아 지구 요코하마에 보관되어 있던 대량의 RX-78 타입의 부품을 기초로, 연구와 분석의 목적으로 지구연방군 관련 시설인 〈건담 팩토리 요코하마〉에서 재구성된 기체로 설정되었다. 부품에 관한 기록은 남아있지 않고 미발견 부품이나 자료도 존재하고 있었기 때문에 실질적으로 신형 MS의 개발과 같은 과정을 거쳐 약 2년의 연구 개발 기간 후에 기동 실험이 이루어지게 된다.
디자인 상의 특징으로는 전체적으로 샤프한 형태이며, 어깨나 팔꿈치, 무릎 등의 관절부에 휠 등의 돌출이 존재하는 것, 넓적다리와 종아리의 길이가 균일한 것 등이 있다.
요코하마에 있는 실물 크기 건담은 전체 높이가 18m, 무게가 25t이다.

### 게임의 "if 루트"에 등장하는 건담
게임 《기동전사 건담 기렌의 야망》 시리즈는 전쟁의 흐름에서 if(공식적인 역사 설정과는 다른 가공의 흐름)를 즐길 수 있도록 만들어졌기 때문에 루트에 따라서는 지구연방군 이외의 세력에서도 건담의 제조가 가능해진다.

#### 캐스발 전용 건담
게임 《기동전사 건담 기렌의 야망》에 등장하는 기체이다. 샤아 아즈나블이자 캐스발 렘 다이쿤의 탑승기로 제작된 건담(형식번호: RX-78/C.A)이다.
"뉴타입의 이상을 실현할 수 있도록 캐스발 렘 다이쿤이 네오지온을 이끌고 궐기한다면"이라고 하는 if의 역사를 바탕으로 설정된 모빌 슈트(MS)이다. 캐스발은 뉴타입의 상징으로 건담을 사용한다. 건담의 설계도를 바탕으로 캐스발에 맞추어 조정이 되어 있으며, 다른 샤아 전용기들과 같이 붉은색을 바탕으로 컬러링이 되어 있다.
성능면에서는 공격력 등이 일반적인 건담보다 약간 높지만 운동성과 한계가 배 가까이 높고 내구성은 약간 아래로 설정된 샤아다운 기체로 조정되어 있다. 파일럿이 붉은 혜성인 만큼 코어 파이터까지 붉은색 계통의 색상을 띠고 있다.
또한 《건담 시리즈》를 대표하는 모빌 슈트(MS)와 캐릭터의 조합이기도 하기 때문에 다른 "건담"을 소재로 한 게임이나 프라모델, 피규어 등에서 등장하는 경우도 많다.
캐스발 전용 건담에 가까운 기체로 게임 《기동전사 건담 전사들의 궤적》에서 샤야 전용 건담(형식번호: RX-78 Ver.CHAR)이 등장한다. 캐스발 전용 건담과 마찬가지로 샤야의 퍼스널 컬러로 채색된 점에서는 같지만, 성능은 일반적인 건담과 거의 동일하다. 지온 공국제의 무기를 장비할 수 있다.
- 게임 《건담 배틀 로얄》에서는 일반적인 건담에 비해 격투 위주로 세팅이 되어 있으며, 액션에 대해서는 빔 사벨에 의한 참격이 아닌 킥 연발이라는 동작으로 되어 있다. 또한 《SD건담 G제네레이션》 시리즈에서도 무장에 킥이 존재한다.
- 건프라 마스터 그레이드 〈1/100 MG RX-78-2 건담 Ver.1.5〉의 성형 색상을 바꿔서 발매했다. 일부 부품은 성형 색상에 따라 건담과 부품 분할을 나눌 필요가 있기 때문에 전용 부품이 새로 제작되었다. 또한 완구 〈하이 컴플리트 모델 프로그레시브〉(HCMpro)는 지구연방군의 마크를 모티브로 하고 있는 건담 실드의 십자별과 고간의 V 마크를 다른 마크로 바꾼 신규 조형으로 되어 있다.

#### 건담 (티탄즈 사양)
게임 《기동전사 건담 기렌의 야망》에 등장(형식번호: RX-78T)하는 기체이다.
"우주세기의 사실보다 빨리 티탄즈가 성립했더라면"이라고 하는 if의 역사를 바탕으로 설정된 모빌 슈트(MS)이다. 티탄즈 컬러인 어두운 남색으로 도장되어 있는 것이 특징이다.
같은 게임에 등장하는 캐스발 전용 건담에 비해 입체 상품화된 사례는 적으며, 완구 〈모빌슈트 인 액션!!〉(MIA)의 〈건담(세컨드 버전)〉, 프라모델 〈SD건담 BB전사〉의 〈제타 건담 MS 컬렉션〉, 홍콩 반다이 한정 상품 〈기동전사 건담〉의 〈티탄즈 컬러 버전〉 정도의 사례가 있다. 또한 《SD건담 G제네레이션 개더 비트》에도 같은 색상의 건담이 등장하는데, 이 작품에서는 티탄즈가 등장하지 않는 스토리로 인해 〈건담 무라사메 연구소 사양〉이란 명칭이 되었다.

#### 건담 (지온 사양)
게임 《기동전사 건담 기렌의 야망 특별편 푸른 별의 패자》에 등장하는 기체이다.
"지온군이 건담을 노획하고 개발했더라면"이라는 if의 역사를 바탕으로 설정된 모빌 슈트(MS)이다. 짙은 녹색으로 도장되어 있으며 겔구그와 같은 타입의 실드를 장비하고 있는 것이 특징이다.
또한 "지온군에 의해 노획된 건담"이라는 설정의 기체는 게임 《기동전사 건담 연방 vs. 지온 DX》에도 등장했다.

#### 건담 (풀 장비)
게임 《기동전사 건담 기렌의 야망 액시즈의 위협 V》에 등장하는 기체이다. 서브 타이틀은 템 레이군 시나리오에서이다. 지도자인 템 레이가 탑승한다.

### 《기동전사 건담 THE ORIGIN》의 건담
만화 및 애니메이션 《기동전사 건담 THE ORIGIN》에서는 원작 애니메이션과는 달리 일년전쟁 개전 이전부터 건캐논(최초기형)이 애너하임 일렉트로닉스에 의해 개발, 생산되어 연방군에서 운용되고 있는 설정으로 되어 있다. 그러나 대MS전투를 고려하지 않아 지온 공국군의 부그 및 자쿠 I과의 전투에서 완패당하고 그 교훈으로 애너하임 일렉트로닉스의 MS 개발부장인 템 레이의 지휘 하에 새롭게 대MS전에 특화된 MS로 본 기체가 개발되었다.
만화판에서는 2기가 사이드 7에서 기체의 테스트 및 파일럿의 훈련에 사용되었다. 아무로가 탑승하는 기체는 기존의 설정과 마찬가지로 2호기이며, 도장도 트리콜로이지만, 오오카와라 쿠니오에 의해 설정화가 다시 그려져 세부적으로는 원작판과 다르다. 정규 파일럿인 윌리 켐프 중위는 탑승 전에 자쿠 II의 공격에 휘말려 숨지고, 2호기만이라도 화이트 베이스로 반입하려고 이송 중인 레일에 오도가도 못하고 있을 때 원작에서와 마찬가지로 우연히 마주친 아무로가 조종하여 기동한다.
애니메이션판 《기동전사 건담 THE ORIGIN》은 원작 이전 시대의 이야기이기 때문에 본편에 실제 건담은 등장하지 않지만 애너하임의 사내 회의에서 템 레이가 건담의 개발을 설명하는 장면의 모니터에 CG(전기형과 동일)가 비추어진다. 또한 애니메이션판 스태프가 제작한, 2호기가 "대지에 서다" 장면을 그린 쇼트 디렉셔널 무비 "GUNDAM RISING"이 유튜브에 공개되었다.
전기형
원작과는 달리 고정 무장을 다수 갖추고 있다. 머리의 발칸포 외에도 왼쪽 어깨에 2연장 숄더 매그넘, 오른쪽 어깨(개폐식)과 왼쪽 팔뚝 장갑에 개틀링 건을 장비한다. 또한 옵션으로 백팩 왼쪽에 자쿠 II를 일격에 격파하는 위력을 자랑하는 중거리 타입의 숄더 캐논을 장비할 수 있다. 빔 라이플의 모양도 원작과 다르다.
대기권 돌입 장비는 가지고 있지 않고, 대기권 돌입시 실드로 마찰열을 막으면서 화이트 베이스를 방패막이로 삼아 들어가는 데 성공했다. 또한 코어 블록 시스템도 탑재되어 있지 않다.
중기형
2호기는 자브로에서 철저한 점검을 받는 동시에, 약간의 사양 변경이 이루어진다. 콕피트는 코어 블록이 되는 코어 포드로 교체되어 생존성의 향상을 도모하고 시스템의 안정성을 향상시켰다. 이 밖에 개틀링 건이 양쪽 어깨에 장비되어(왼쪽 팔뚝 장갑은 철거) 어깨 아머에 후크를 추가하고 빔 라이플도 원작의 것과 같은 형태가 되었다.
후기형
2호기가 모스크 한 박사에 의해 마그넷 코팅을 받았을 때 마그넷 코팅 뿐만 아니라 기체의 각 부위에 우주 전투용의 고기동 버니어가 추가되었다. 백팩의 버니어도 추가되어서 5개가 되었다.

#### 롤아웃 컬러
2호기의 전기형 이전의 롤아웃 시의 사양이다. TV판 《기동전사 건담 THE ORIGIN 전야 붉은 혜성》의 제3탄 엔딩으로 개발 풍경이 그려졌으며, 제12화판 라스트의 개발 스테프와의 기념 사진에 등장(다리 부분은 미완성 상태)했다. 《건담 센추리》의 RX-78 프로토타입 및 건담 프라모델 〈1/144 프로토타입 건담〉의 박스 아트에 그려진 "또 1기의 건담"을 모티브로 하고 있으며 명칭은 《MSD》(Mobile Suit Discovery)에 따른다.
색상은 흰색, 밝은 회색을 바탕으로 하고 있으며, 머리의 안테나는 건캐논 최초기형과 같은 타입의 것(후두부에 수직으로 2개)으로 되어 있다. 그 밖에 어깨 아머의 후크는 중기형과 동일하며, 왼쪽 팔뚝 장갑은 전기형과 차이가 난다. 이후에 건캐논 기동시험형으로 시험 제작된 V자 안테나로 교체되었으며, 색상도 트리콜로로 변경된다.

#### 시작 1호기
만화판에 등장하는 1호기는 2호기의 전기형과 같지만, 노란색을 바탕으로 하고 격자 모양의 라인과 마커가 들어간 충돌시험용의 더미를 연상시키는 색상으로 되어 있으며, 머리의 트윈 아이는 헤비 건담과 마찬가지로 바이저로 덮여 있다. 또한 백팩은 숄더 캐논 장비형으로 교체되었다. 베르츠 대위가 탑승해 사이드 7의 공사 블록(실제로는 연습장)에서 훈련 중에 침입한 자쿠 II(C-6/R6형) 소대와 교전해 1기를 격파하지만, 그 다음 기체를 근거리에서 빔 라이플로 격파하는 바람에 유폭에 휘말려 구멍의 뚫린 콜로니 외벽을 통해 우주로 빨려나가 행방불명이 된다.
영화관 특설 부스에서 기간 한정으로 공개된 VR 작품 《-RISING-》에도 등장한다.

#### 국지형 건담
메카닉 디자인 기획 《기동전사 건담 THE ORIGIN Mobile Suit Discovery (MSD)》에 등장한다. 《기동전사 건담 THE ORIGIN》에서 건담은 우주에서 개발되고 있지만 지상에서의 운용도 상정하고 있었기 때문에 사이드 7에서 실제 가동 시험을 하고 있던 시기에 공정 기간의 단축을 위해 지구에서 환경 시험을 병행해 개발을 진행하고 있던 팀이 있었을 것이라는 발상에 기초해서 설정되었다.
지구에서의 환경 시험을 위해 개발된 시제기로 건담 시제 1호기(RX-78-01)와는 다른 팀이 담당하며, 시제 1호기의 여분의 부품과 지상에서 조달된 부품으로 제작되었다. 완성 시에는 시제 1호기와 같이 노란색으로 도장되어 지상 시험을 하고 있었다. 당시 팀 내에서는 이 사양을 "RX-78[N]"으로 호칭하였다. 이후 흰색과 남색의 투톤 컬러로 변경되고 지상 시험에서 불필요하게 된 우주용 장비가 지상용 및 수중용으로 교체되었으며, 후에 이 사양을 분류상 "RX-78-01[N]"으로 부르고 있다. 관절부에 잠정적으로 방수용 실링을 설치하고, 백팩을 하이드로 제트 추진기 탑재형으로 교체해 해상 시험을 실시하였다. 이러한 환경 시험은 우주세기 0078년에 종료되었으며, 결과는 사이드 7으로 보내져 건담 2호기 개발에 반영되었다고 한다. 또한 지온군의 수륙 양용 모빌 슈트에 고전하는 연방해군의 제언에 따라 본 기체의 해상 시험 데이터를 활용해 아쿠아 짐이나 수중형 건담이 개발되었다.
TV판 《기동전사 건담 THE ORIGIN 전야 붉은 혜성》의 제12화판 엔딩에서는 팔을 장착하지 않은 본 기체가 해상에서 기동 테스트를 실시하는 모습이 그려졌다.
《기동전사 건담 THE ORIGIN》의 스핀오프 만화 《기동전사 건담 THE ORIGIN MSD 쿠쿠르스 도안의 섬》에서는 검은색을 바탕으로 일부가 주황색으로 도장된 "북미전 사양"이 등장한다. 지상 시험시에 같은 형태의 숄더 캐논이 부착된 백팩을 장비하고 있다. 우주세기 0079년 10월경에 북미의 사막 지대에서 지온군의 일부 부대를 전멸시켰다.

#### 건담 FSD
《기동전사 건담 THE ORIGIN MSD》에 등장한다.
국지형 건담의 테스트 종료 후에 다시 건담 타입의 부대 운용을 고려하여 각종 장비 및 기기의 강화 및 개수를 목적으로 개발된 기체이다. "FSD"는 "Full-Scale Development (전체 규모 개발)"의 약자이다. 국지형 건담과 부품을 공유하고 양산화를 전제로 재설계되어 기본 성능과 생산성의 향상을 달성하였다. 외형은 동체부가 국지형 건담과 다르다. 백팩은 국지형 건담의 롤아웃시 및 북미 사양과 같은 형태이지만, 백팩 왼쪽의 숄더 캐논은 휴대 무장의 마운트 래치로 변경되었다. 무장은 소형 빔 건에 롱 배럴과 스코프를 조합한 시제형 롱 레인지 빔 라이플, 포어 그립 부분을 드럼형 에너지 캡으로 환장한 빔 라이플, 백팩 오른쪽의 빔 사벨, 오른쪽 허리의 탄창으로부터 벨트 급탄식과 소형 드럼 탄창의 탄창식을 선택할 수 있는 오른쪽 팔뚝의 개틀링 건, 국지형 건담과 같은 형태의 소형 실드, 새로운 규격의 접이식 대형 실드를 갖추고 있다.
본 기체에서 얻은 데이터를 바탕으로 RX 계획은 새로운 전개로 나가게 되고, FSWS 계획으로 이행하게 된다.
만화 《기동전사 건담 THE ORIGIN MSD 쿠쿠르스 도안의 섬》에서는 자브로 방위전에서 롱 레인지 빔 라이플을 장비한 흰색 기체와 개틀링 건을 장비한 검은색 기체가 실전에 참가하고 있다.

### 건담 (Ver.Ka)
잡지 기획 〈건담 센티넬 0079〉에 등장한다.
이른바 애니메이션판의 건담의 해상도를 높인 것이다. 본래는 카토키 하지메와 아사노 마사히코의 유희에서 탄생한 것으로, 1989년 당시 최신의 건담이었던 건담 NT-1 알렉스의 디자인을 보고 아사노의 "건담과 알렉스는 실제로는 같은 기체인가?"라고 하는 제안에 카토키가 "알렉스의 디자인으로부터 역산한 RX-78 건담"으로 디자인한 것이다. 이 때문에 뺨 받침이나 쇄골부의 덕트, 허리 아머의 형상이나 헬륨 코어의 형상 등 알렉스의 디자인과 공통점을 발견할 수 있다. 또한 대지옹전에서의 라스트 슈팅을 어깨 블록을 회전시키지 않고 가능하게 만들기 위해 어깨 장갑을 전개하고 팔을 위로 올릴 수 있는 디자인이 고안되었다. 그리고 《모델 그래픽스》지의 〈센티넬 0079 후편〉에서 한 컷을 위해 모형 작례가 제작되고 카토키의 디자인화와 함께 공개되어 팬들의 주목을 받았으며, 〈1/144 HG RX-78 건담〉의 조립 설명서 일러스트와 LD 패키지 등에서 흉부 디테일 등이 일부 변경되어 게재되면서 더욱 주목을 받게 된다. 또한 〈건담 센티넬 0079〉에 등장하는 짐 후기 생산형은 건담의 디자인이 완성된 후에 역산해서 디자인되었다. 이후에 Ver.Ka(버전 케이에이)로 불리게 된 것은 B-클럽이 개라지 키트로 발매할 당시 반다이와 모델 그래픽스가 판권 문제로 옥신각신하고 있던 중이라 "건담 센티넬"이란 명칭을 사용할 수 없었기 때문에 고육지책으로 센티넬 연재 당시에 카토키가 독자 투고 코너 등에서 자신의 의견임을 나타내기 위해서 "Ka"라는 표기를 사용한 것에서 유래하였다.
이후에 수많은 개라지 키트 메이커 및 개인 딜러 등의 손을 거쳐 여러 차례 입체화가 되었을 뿐만 아니라 반다이의 건담 프라모델 〈마스터 그레이드(MG)〉와 완성품 완구 〈건담 픽스 피규레이션〉으로도 입체화되었다.

### 건담 G40 (인더스트리얼 디자인 Ver.)
2020년에 〈기동전사 건담 40주년 기념 건담×오쿠야마 켄 디자인×LDH 재팬 "G40 프로젝트"〉로 제작, 공개된 스페셜 웹 무비(통칭 《건담 G40》)에 등장한다. 2019년 12월에는 이 프로젝트용으로 재해석하고 디자인된 건담(이하 재디자인된 건담을 "G40"이라고 호칭함)의 건프라도 출시되었다.
프로젝트의 시작점은 건담 40주년 관련 프로젝트의 일환으로 기념비적인 건담 프라모델(건프라)를 만들자는 것으로, 반다이 측이 "건담을 실제 공업 제품처럼 디자인한다"는 아이디어를 낸 것으로부터 비롯되었다. 이에 따라 현실 사회에서 실재하는 공업 제품의 디자인을 많이 다루고 있는 오쿠야마 키요유키(오쿠야마 켄)과 협력하여 RX-78 건담(이하 RX-78)의 디자인을 "재해석"하여 G40이 만들어졌다. 따라서 G40의 제원 및 무장은 기본적으로 RX-78과 동일하다.
1970년대의 리미티드 애니메이션 영상으로 움직이는 것을 전제로 해 디자인된 RX-78은 그 후에 건프라와 같은 입체물로 수없이 많이 상품화가 되었을 때 각 부위의 가동에 대해 독자적으로 해석이 되는 경우가 발생했다. 대표적인 예로는 "허리 부분의 장갑을 가동시켜 복잡한 동작의 재현에 대응" 등을 들 수 있는데, G40은 스페셜 웹 무비의 감독인 마츠오 코우의 조언 등을 토대로 실제 공업 제품과 같은 환경에서 설계했으며, 3D CG로 움직이기 쉽도록 재해석이 가해져 디자인되었다. 앞서 서술한 허리 부분 장갑도 가동되지 않는 대신에 인체의 관절에 가까운 구체 관절을 각 부위에 채택해 인체의 움직임의 기본인 "비틀기"가 들어가는 동작(대지를 밟고 빔 사벨을 내려치는 등)을 보다 인체에 가깝게 재현할 수 있다고 언급하고 있다. 실제로 G40의 건프라는 액션 피규어 수준의 유연한 포즈가 가능하다.
또한 웹 무비에서는 코어 파이터가 변형된 코어 블록이 건담의 본체와 합체할 때 RX-78은 수직으로 합체하는 데 비해 G40은 수평으로 삽입되어 합체하는 차이도 확인할 수 있다.

## 사회에서의 건담에 대한 인식
리얼 로봇으로서의 건담
리얼 로봇 애니메이션의 효시로 꼽히는 《기동전사 건담》에서 주역기인 건담이 이러한 인식에 큰 역할을 했다기 보다는 자쿠 II가 그 참신함과 혁신성을 담당하고 있다. 주역기인 건담은 작품을 견인하는 주력 상품이기 때문에 기존의 완구 구매층인 아동들에 대한 호소력이 필요했고, 디자인도 모종의 타협과 보수성이 요구되었다. 처음부터 완구화를 전제로 하고 있었으며 눈이 2개인 것도 화려한 색상인 것도, 실제로 상품화된 완구가 그야말로 "완구"답게 다양한 무기가 가득했던 것도 그러한 이유에서였다. 그럼에도 불구하고 종래는 "팔리지 않는 색"이라고 인식되어 악센트로만 사용되던 흰색을 주로 사용하였고, 필살기나 기술의 연호 폐지, 설정에 의한 다양한 이유 부여 등 작품의 컨셉에 맞게 대응한 면도 있다. 그 결과 리얼한 세계관 속에서 어정쩡한 존재가 되었는데, 이것이 나중에 무엇이든 허용할 수 있다는 작품의 수용성으로 이어졌다고 할 수 있다.
현재는 건프라의 대상 연령이 높아졌기 때문에 상관없지만, 당시에는 건프라도 완구로서 ST 마크(완구 안전 기준)는 무시할 수 없는 존재였다. 디자인 단계부터 뾰족한 부분은 전부 생략하고 강도도 아이가 떨어뜨렸을 때를 고려해야 하는 등 통과하기 위한 조건이 만만치 않아 자유롭게 디자인할 수 없었다.
작품이 히트해 붐이 형성됨에 따라 열성적인 팬들이 그 어중간한 디자인이 "리얼하지 않다", "아이들에 대한 속임수" 등으로 문제시 하여, 그 결과 자쿠 II를 비롯한 "리얼한 지온 공국군 측 모빌 슈트(MS)의 구심력이 높아지게 되었다. 그러면서도 붐 형성 후 뒤따르는 미취학 아동이나 초등학생 등 저연령층 팬들은 자쿠 II의 혁신성 등에는 별로 관심이 없었고, 방송 후에 발매된 건담 프라모델은 잘 팔렸다. 핵심 팬들에게는 어정쩡해 보였던 디자인도 기존의 사용자인 저연령층에게는 충분히 새로운 모습으로 비친 결과라고 할 수 있다.
병기로서의 건담
건담은 "가까운 미래의 인간형 병기"로서 인지도가 높기 때문에 기술 지표로서 자주 거론된다.
- 미쓰비시 중공업이 기동전사 건담을 만든다면......취업 이벤트 "MHI Jobcon 2005"를 개최 (일본어)

이벤트의 핵심이 되는 "기동전사 건담 개발 스토리"는 건담을 만든다는 가정 하에 회사의 업무 플로우를 시뮬레이션한다. 그때 우리 회사의 연구, 개발, 설계 담당은, 또한 제조, 품질 관리, 영업, 재무, 자재 등의 담당은 각각 어떠한 역할을 담당하는가. 박력 있는 영상과 음향을 즐기면서 많은 사원들이 아이디어를 새로 내고 서로 검증하고 협력하면서 처음으로 큰 프로젝트를 완성시켜나가는 묘미를 한 사람, 한 사람에게 알리는 이벤트였다.

- 2007년도 연구발표회 (공개) -방위 기술 심포지엄 2007- (일본어) (2007년 12월 2일 시점의 아카이브)
  - 방위성이 개발하는 "건담"의 정체는: 뉴스 - CNET Japan (일본어)

방위성 기술연구본부는 11월 7일에 2007년도 연구발표회 방위기술 심포지엄을 개최하였다. 발표회장에는 인터넷 커뮤니티 등에서도 화제가 된 "건담의 실현을 위해(선진 개인 장비 시스템)"을 비롯한 연구 개발 성과가 전시되었다. "건담의 실현을 위해"라는 제목으로 전시를 한 이유에 대해 "후소샤가 발행하는 국방성의 공식 잡지 《MAMOR》의 기술연구본부 특집 기사에서 개발 담당자가 건담을 인용한 점으로 미루어 이번 발표에서도 그대로 사용한 것으로 보인다"(방위성 공보관)라고 언급했다. 건담이라는 로봇의 이미지와는 다르지만, 첨담 IT를 구사하고 있는 장비들이 소개되었다.

- 이 전시는 "라이플에 카메라를, 헬멧에 안테나를 끼우는 등 대원들 간의 정보를 즉시 주고 받는다"는 내용으로 인간형 로봇이나 파워 슈트를 개발하는 유형의 전시는 아니다. 이 명칭은 선라이즈 측의 양해없이 사용되었다.

- 2010년 4월 2일 "기동전사 건담, 지구연방군 자브로를 만들자"편 제1회 | GUNDAM.INFO | 공식 건담 정보 포털 사이트 (일본어)

마에다 건설 판타지 영업부, 건설업의 재미나 즐거움을 알면 좋겠다라는 생각에서 시작된 판타지 영업부도 빠르게도 거의 10년이 되었다. 서적화는 이번이 3번째이다. 이번 회의 주제는 "기동전사 건담 지구연방군 기지 자브로"이다.

- 꼭두각시 인형과 로봇 제10회 "거대 로봇, 만약에 만들려고 한다면......" (일본어) 보관됨 2008-01-24 - 웨이백 머신

만약 건담을 만들려고 한다면 비용이 얼마정도 드는지 진지하게 계산한 적이 있다. 그러면 재료비만 해도 8,000억원이 드는 것으로 나타났다. 이것은 만들기 위한 인건비, 인프라의 비용은 포함되지 않은 것이다. 재료비와 가공비만으로도 천문학적인 금액이 요구된다.

- 2012년 4월 15일 금요일 21시 아사히 방송 Oh! 도야가오서밋 로봇공학 박사 후루타 타카유키를 소개. 그는 8,000억원만 있으면 건담을 곧바로 만들 수 있다는 견적을 선보였다.
  - Techinsight » "엔터가 비타민♪" 리얼 "건담"은 제작 가능. 그러나 조종사는 "즉사". (일본어)
- 2011년 2월 17일 자민당 의원의 "건담 실현 구상" 산업 진흥으로 매니페스토에!? (1/2) : J-CAST 뉴스 (일본어)

자민당 의원들 사이에 건담으로 상징되는 2족 보행 로봇의 실현을 당의 매니페스토에 넣자는 움직임이 있다. 산업 진흥의 일환으로 국가 프로젝트로 다루려는 의도인 것 같다. 이미 이시바 시게루 정조회장에게 제안했다고 해서 인터넷에서도 화제가 되었다.

- 2012년 6월 28일 자유민주당에 의한 니코니코 동화 내 생방송 프로그램 CafeSta 1주년 기념 12시간 동안 마루나마 자민당 (일본어)
  - 07:58:02~08:44:46 "진심으로 생각하는 자민당 건담 개발 계획"이라는 논의가 방송되었다. 출연자는 자유민주당 중의회 의원인 타이라 마사아키와 니와 히데키, 소설가인 후쿠이 하루토시였다. 내용은 각자의 《기동전사 건담》에 대한 생각 외에 실제 크기의 움직이는 건담을 어떻게 만들고 어떻게 활용하는가에 대한 의견 교환이었다.
    - 걷는 건담을 만드는 목적은 관광자원으로 사용하는 것이다. 캐나다의 나이아가라 폭포와 같은 관광 명물로 사람들을 끌어들일 수 있다.
    - 동력원은 핵연료를 탑재하는 것은 어렵기 때문에 전원 플러그를 연결하거나 연료 전지를 탑재한다.
    - 예산은 세금이 아니라 나라의 대불과 마찬가지로 국민들의 성금으로 충당한다. 기근의 와중에도 불구하고 쇼무 천황이 도다이지 비로자나불을 만든 것처럼 걷는 건담은 나라의 상징이 된다.
    - 리쓰메이칸 대학 종합이공학 연구기구 첨단 로보틱스 연구 센터 카나오카 카츠야 교수는 걷는 건담은 지금의 기술 수준으로도 만들 수 있다고 언급했다. 오프로드에서의 2족 보행 기술을 완성하려면 약 100억원이 필요하다고 한다.
    - 실제로 건담을 만들려고 하면 예를 들어 베어링을 만드는 중소기업 등의 다양한 기업들이 힘을 발휘할 수 있다. 이 과정에서 습득된 기술은 토목 사업 등에도 이용할 수 있다.

우상으로서의 건담
상업 시설(테마파크 등)에 만들어진 건담 모델 외에도 선전, 사업 목적이 아닌데도 건담 동상이 만들어지는 경우가 있다. 대표적인 예로는 도쿄 가미이구사역 앞에 세워져 있는 건담 동상 "대지로부터" 등이 있다.
- 건담 기념물 가미이구사역에 서다! - 패미통.com (일본어)

## 실물 크기의 건담
실물 크기의 건담은 RX-78-2 건담 조형물을 설정대로 전체 높이 18ｍ 크기로 만든 입상 모델이다. "등신대 건담", "1/1 건담"이라고도 불리고 있으나 본 문서에서는 특별한 표기가 없는 경우에는 편의상 "실물 크기의 건담"으로 표기하기로 한다. 넓은 의미에서는 앞서 언급한 "우상으로서의 건담"으로 분류되는 것이지만, 서술이 다방면에 걸쳐 필요하기 때문에 문단을 나누어 상세히 설명한다. 또한 참고로 2010년에 중국에서 무허가 제작된 "건담과 비슷한 수수께끼의 로봇 거상"에 대해서도 간단히 기재한다.
기본 구조는 철골 프레임에 섬유강화 플라스틱(FRP)제의 외장을 입힌 것으로 스케일에 상응하는 디테일 조형이나 마킹, 목의 가동, 미스트의 방출 등의 기믹, 각 부분의 전광 장식 등 매우 공을 들인 구조로 되어 있다.
2009년에 제작되어 같은 해에 일반에 공개된 뒤, 2012년까지는 상시 설치되지 않고 장소를 여러 번 옮겨 공개되었다. 이것은 건프라의 기술을 응용해 분해 및 재조립이 용이하도록 설계되어 있기 때문에 이벤트 전시에 적합하다는 사정도 반영되어 있다. 또한 분해 상태에서는 대형 컨테이너 25개 분량으로 수납되고 보관이나 운송도 용이하다. 과거 몇 회 정도 일부 부품만 전시되기도 했다.

### 2009년 오다이바 공개
2009년에 《기동전사 건담》 방영 30주년 기념과 그린 도쿄 건담 프로젝트의 일환으로서 도쿄 오다이바 시오카제 공원에 입상으로서는 세계 최초의 실물 크기의 건담(1/1) 모델 (정식 명칭: RX-78-2 건담 Ver.G30th)이 건립되어 2009년 7월 11일부터 2009년 8월 31일까지 52일 동안 처음으로 일반에 공개되었다. 그 임팩트는 절대적이었으며 "현실 세계에 건담이 출현한다"는 컨셉에 어울리는 것이었다. 다만 이 때에는 어디까지나 평화와 생태의 상징이라는 기획으로 인해 무기는 장비하지 않았다. 2016년 올림픽·패럴림픽의 도쿄 개최 유치 홍보를 겸했으며, 8월 1일부터 공개 종료 때까지 왼쪽 어깨 부분의 화이트 베이스의 로고가 올림픽 유치 로고로 변경되었다.
공개 기간 동안의 관람객은 당초 예상치인 150만명을 크게 넘어선 415만명에 달해, 세간의 이목을 끌었다. 일반 관람객은 지상에서의 감상 및 촬영, 발부분의 접촉만 가능했지만, 건담 구조물의 어깨 부분에 크레인으로 올라 일반적으로는 불가능한 지점에서 기념 촬영을 할 수 있는 권리가 야후 재팬 옥션에서 판매되어 방송 작가인 미노베 타츠히로가 260만 1000엔에 낙찰받았다. 또한 건담 팬인 일반 남녀 커플이 "실물 크기의 건담" 앞에서 결혼식을 올리는 등의 많은 화제를 낳았다.
오다이바에서 공개가 종료된 후에 실물 크기의 건담은 일단 해체되어 시즈오카에서 다시 대지에 서는 날까지 보관되었다.
- 그린 도쿄 건담 프로젝트 ~"건담 초록의 대지에 서다"~ (일본어) (2009년 4월 18일 시점의 아카이브)
- 건담, 유치에 선 왼쪽 어깨에 "도쿄 올림픽" 로고 (일본어) (2009년 9월 5일 시점의 아카이브)

### 2010년~2011년 시즈오카 공개

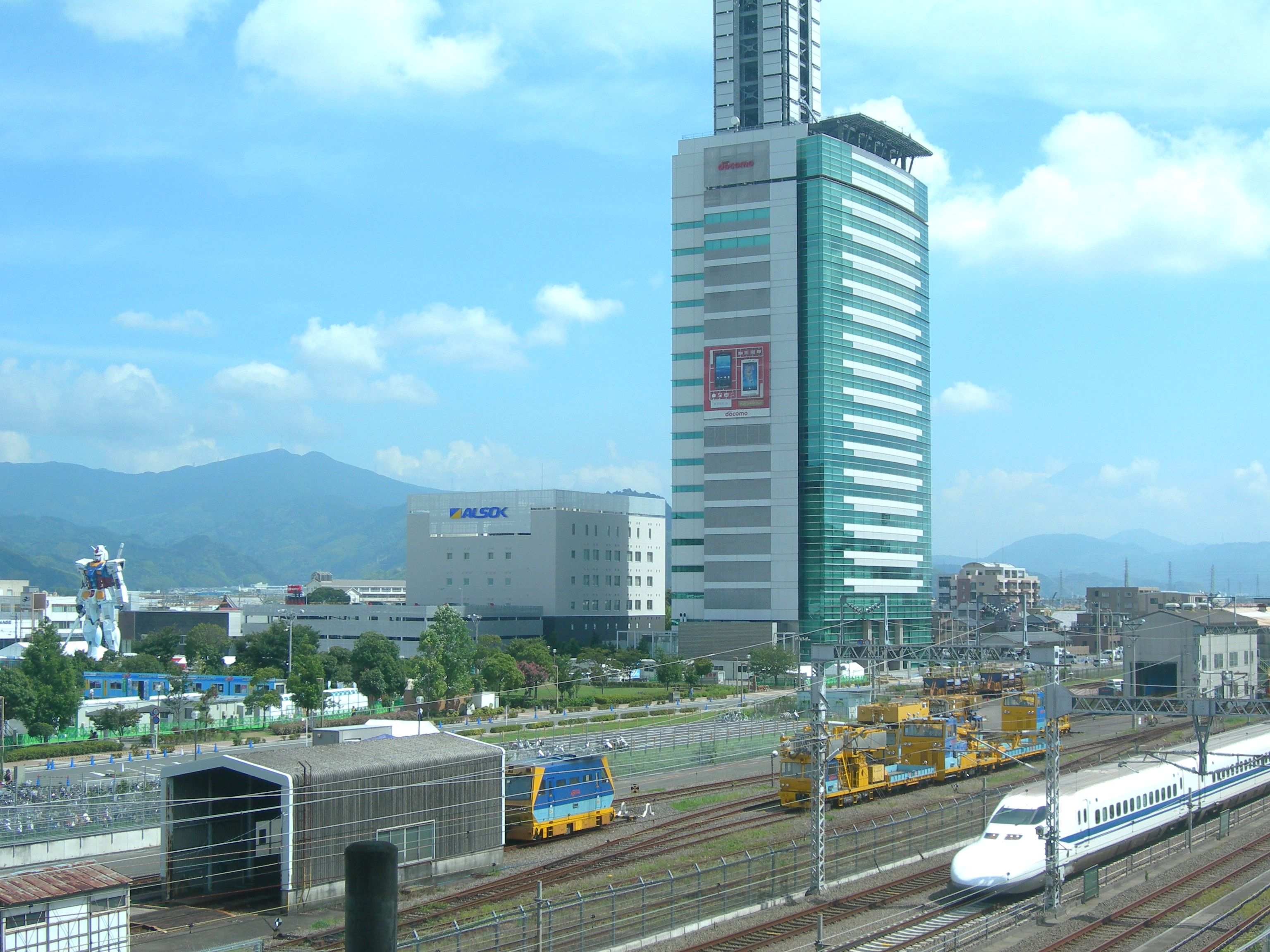
시즈오카 하비 페어 행상장을 멀리서 바라본 모습

다양한 화제와 경제 효과를 창출한 실물 크기의 건담은 처음에는 그 거취가 미정인 것으로 알려졌으나, 2010년 초 봄에 일본 최대의 프라모델 생산지이며 반다이 하비 센터가 소재한 시즈오카시가 유치에 성공했다고 보도되었다. 2010년 3월에 "건프라 탄생 30주년 기념 이벤트"의 일환으로 7월 24일부터 시즈오카시 아오이구 (JR 히가시시즈오카역 북쪽 히가시 시즈오카 광장)에서 개최되는 "모형의 세계 수도 시즈오카 하비 페어" 행사장에 실물 크기의 건담을 설치한다는 계획이 발표되었다. 이 이벤트에서 실물 크기의 건담은 발도 상태의 빔 사벨을 한 손에 쥐고 있으며, 곳곳이 리파인된 뉴버전(정식 명칭: 리얼 그레이드 1/1 RX-78-2 건담)이 되었다.
2010년 7월 24일부터 9월 30일, 12월 1일부터 2011년 1월 10일 사이에는 기믹 등의 연출이 되는 전시나 여러 가지 부수적인 이벤트, 오다이바에서도 호평이었던 "터치&워크"에 상품 가게, 음식점도 영업하였다. 위의 기간 외에도 하비 페어가 끝나는 2011년 3월 27일까지 전시 관람이 가능했다. 호평에 따라 폐막 전 10일 동안 기믹 연출을 실시하기로 하고 공식 발표까지 했지만, 동일본 대지진의 영향으로 중지되었다. 또한 하비 페어의 폐막 후에도 4월 1일까지는 해체되지 않았기 때문에 멀리서나마 견학이 가능했으나 4월 2일에 해체가 시작되어 4월 8일까지 전시 스테이지 이외의 부품 해체와 반출이 완료되었다. 전시 스테이지의 해체도 4월 11일부터 시작돼 4월 20일에 완료되었다.
- 시즈오카 하비 페이 (일본어) 보관됨 2010-07-24 - 웨이백 머신
- RG 1/1 건담 프로젝트 (일본어)
- 기동전사 건담 "실물 크기" 입상 415만명 동원, 목표의 2.5배 향후의 행방은? (일본어) (2009년 9월 4일 시점의 아카이브)
- 실물 크기의 건담 시즈오카에서 다시 대지에 서다 (일본어) (2009년 12월 24일 시점의 아카이브)

### 2012년-2017년 오다이바 다이버시티 도쿄 공개
2012년에 처음으로 공개된 곳인 시오카제 공원에서 가까운 유리카모메의 다이바역 근처에 새롭게 오픈하는 복합 상업 시설인 다이버시티 도쿄 플라자 내의 페스티벌 광장에 관절부의 디테일과 마킹이 다른 마그넷 코팅 후의 사양을 재현한 실물 크기의 건담(정식 명칭: 리얼 그레이드 1/1 RX-78-2 건담 Ver.GFT)가 전시되었다. 이전과는 달리 스탠드가 없어지고 주 구조인 쇠말뚝을 지하 수십 미터 깊이로 박았다. 이 시설에는 건담 시리즈 30여년의 역사를 특별 영상과 귀중한 자료 전시 등으로 체감할 수 있는 엔터테인먼트 공간인 건담 프론트 도쿄도 병설되어 있다. 건담 프론트 도쿄는 2017년 4월 5일에 영업을 종료했으며, 철거된 자리에는 2017년 8월 19일에 건프라 관련을 메인으로 한 어뮤즈먼트 시설인 건담 베이스 도쿄가 그랜드오픈했다. 또한 건담 프론트 도쿄와 동시에 오픈한 건담 카페 다이버시티 도쿄 플라자점은 현재도 영업 중이다.
전시 기간은 이전 전시 때와는 달리 기한을 정하지 않고 상설 상태로 있다가 2016년 12월에 이듬해인 2017년 3월 5일에 전시를 종료한다고 발표했다. 전시 마지막 날에는 폐막 행사가 개최되었으며, 토미노 요시유키가 등단했다. 토미노 요시유키는 실물 크기의 건담이 만들어지고 전시된 것에 대한 감사와 향후에 전개에 대한 성원을 팬들에게 부탁하였으며, 이로써 약 8년에 걸친 실물 크기의 건담 프로젝트는 일단 일단락되었다.
또한 2017년 가을에 새로운 실물 크기의 모빌 슈트 입상인 "실물 크기의 유니콘 건담 입상"이 제작되어 다이버시티 도쿄에 설치되었다.
- 건담 프론트 도쿄 (2017년 4월 5일에 폐쇄) (일본어) (2017년 3월 15일 시점의 아카이브)

### 2020년-2022년 요코하마 야마시타 부두의 실제로 움직이는 건담 프로젝트
2014년 7월 9일에 선라이즈가 설립한 일반 사단법인 "건담 글로벌 챌린지"가 움직이는 실물 크기의 건담에 대한 계획을 발표했다. 발표 시점에서 기술적인 목표가 서있는 것은 아니었고, 실현을 위한 아이디어를 전세계에서 모집하는 단계로 2019년에 그 성과를 공개할 예정이라고 밝혔다. 또한 일반 전시의 "임무"를 마친 실물 크기의 RX-78-2 건담 입상은 향후에 같은 기획의 검증, 참고용으로 사용될 예정이다.
그 후 2018년 11월 21일에 당초 예정보다 1년 늦은 2020년 여름에 요코하마시 야마시타 부두에 움직이는 실물 크기의 건담의 일반 공개를 목표로 하는 프로젝트 "건담 팩토리 요코하마"를 실시한다고 발표했지만, 또다시 일정이 연기되어 개최 예정 기간은 2020년 12월 19일부터 2022년 3월 31일까지라고 발표(일시 지정의 입장권 판매제)했다.
2020년 11월 30일에 요코하마의 야마시타 부두에서 보도 관계자들을 위한 관람회가 개최되었다.
프로젝트 멤버로 이시이 케이노리(테크니컬 디렉터), 카와하라 마사타케(크리에이티브 디렉터), 요시자키 와타루(시스템 디렉터) 등이 참가했다.
- 건담 글로벌 챌린지 (일본어)
- 건담 팩토리 요코하마 (일본어)

### 부품만 전시한 사례
2009년 9월 24일부터 27일까지 머리 부분만 마쿠하리 멧세에서 개최된 도쿄 게임쇼 2009의 반다이 남코 부스에서 전시되었다.
2011년 8월 13일부터 21일까지 다시 오다이바(심볼 프롬나드 공원 센트럴 광장)로 돌아와 머리와 오른손의 부품을 중심으로 한 분할 부품이 전시되었다. 오른손 부품에는 실제로 탈 수 있었다(일부 제한 있음). 이번의 전시는 같은 해에 실물 크기의 건담을 CG 처리해 움직이는 광고를 방송한 컵누들(닛신식품)의 협찬으로 성사되었다.
- 오다이바 건담 프로젝트 2011 (일본어) (2011년 8월 11일 시점의 아카이브)
- 컵누들 CM 갤러리 건담편 (일본어) ※ 실물 크기의 건담을 사용한 캠페인 CM이 기간 한정으로 전달되었다. (2011년 7월 22일 시점의 아카이브)

### 중국의 로봇 거상
2010년 12월에 중국 쓰촨성 청두시 원장구에 있는 국가 4A급 관광명소의 유원지인 국색천향낙원에 건담과 꼭 닮은 금색 로봇(높이 15m)이 등장했다. 건담의 저작권을 관리하는 소츠는 저작권 침해의 혐의가 있음으로 간주해 조사를 시작했지만, 유원지 측은 "건담을 흉내낸 것이 아니고 디자인을 스스로 생각해냈다"라고 강변했다고 한다. 하지만 세부적으로 살펴보면 건담 프라모델을 단순하게 스케일 업한 것(특히 주먹을 쥔 것이 무기의 손잡이 모양 그대로 이거나 여러 가지로 공통점이 있음)이라는 것을 쉽게 알 수 있다. 그러나 유원지의 홈페이지에는 중국어로 건담을 의미하는 "가오다(高達)"라고 명시해 소개되어 있었다. 이후 일본 측의 반응에 따라 각종 외장 파츠를 추가해 건담과는 전혀 다른 모습으로 변모했고, 명칭도 "천향 2호"로 개칭된 후에 결국에 철거되었다.
- 국색천향낙원 (중국어) 보관됨 2011-01-07 - 웨이백 머신 ※ 현재 거상에 관한 기재는 모두 말소되어 있다.

### 기타 실물 크기의 건담
이 문서에 기재되어 있는 실물 크기의 건담 이외에 2009년 이전에도 실물 크기의 조형물이 2개가 있다.
실물 크기의 건담 흉상
도치기현의 장난감의 거리 반다이 뮤지엄에는 실물 크기의 건담 흉상(상체+오른팔, 약 5.6m)을 현관 홀에 전시하고 있다. 이전에는 지바현 마쓰도시의 반다이 뮤지엄 내의 건담 뮤지엄에 있던 것이지만, 반다이 뮤지엄의 이전과 함께 현재의 장소로 이전하였다.
- 장난감의 거리 반다이 뮤지엄 공식 웹사이트 (일본어)

건담 크라이시스
후지큐 하이랜드의 어트랙션 "건담 크라이시스"에 1/1 건담의 전신 모델이 가로 놓인 형태로 만들어져 있다.
- "건담 크라이시스", 후지큐 하이랜드 미션 클리어형 어트랙션 (일본어) 보관됨 2013-05-29 - 웨이백 머신

## 같이 보기
- 기동전사 건담
- 아무로 레이
- 자쿠 II
- 건담 시리즈
- 우주세기

## 주해
1. ↑  토미노 요시유키에 의한 초기 시나리오 안이나 모빌 슈트의 컨셉이 기록된 메모. 일부 안은 MSV나 MS-X에 재사용되었다.
2. ↑  당시에 선라이즈에서는 야스히코 요시카즈가 상당한 권한을 가지고 있었기 때문에 야스히코가 작화를 담당한 작품에서는 디자인 피니시 워크를 모두 야스히코가 담당했다. 《용자 라이딘》에서도 스튜디오 누에의 그림을 바탕으로 야스히코가 디자인을 만들었다.[5]
3. ↑  오오카와라 쿠니오에 따르면 종아리가 디자인의 포인트라고 한다.[5] 당시 로봇의 팔과 다리의 디자인은 원기둥, 각기둥이 일반적이었지만, 그 부분에 질려 있었기 때문에 인간의 근육과 같은 디자인을 하기 위해 종아리 모양을 도입했다고 한다.[5][6]。
4. ↑  머리는 촌마게를 모티브로 했다. 또한 점보트3의 머리는 초승달, 다이탄3는 가부토를 모티브로 디자인되었다.[5]
5. ↑  토미노 요시유키의 염원이었던 전신이 흰색인 주역 로봇은 후에 《중전기 엘가임》에서 실현된다.
6. ↑  《기동전사 건담 기록전집》 등 초기 자료에서 "초강합금속 루나 티타늄"으로 기술된 바 있으나[20] 현재는 이러한 호칭이 사용되고 있지 않다.
7. ↑  또한 RX-78 기체군은 참고가 되는 자쿠 II의 데이터 입수 후 첫 실증기인 RX-78-1 시제 초호기의 완성까지 불과 반년 밖에 걸리지 않았다. 이는 인간의 불면불휴의 노동이 아니라 전자동 CAD CAM 시스템이 설계, 제조를 했기 때문이다. 지온군은 설계 보조에만 컴퓨터를 사용하고, 가변 생산 시스템인 "FMS"로 모빌 슈트(MS)의 개발, 제조를 하고 있었다. 이는 가뜩이나 연방에 비해 국력이 뒤떨어지는 지온이 무기의 생산 속도에서 보다 더 뒤처지는 원인이 되었다.[23]
8. 1 2  또한 《마스터 아카이브》에서의 1호기부터 3호기의 도장의 변천은 《MSV》의 설정과 다르다.
9. ↑  발포금속, 붕소 복합재, 카본 세라믹 등을 샌드위치 형태로 겹쳐 표면에 임계 반투명액을 코팅한 복합 장갑을 채택하여 적의 공격을 받았을 때의 충격을 발포금속이 균열을 일으키는 것으로 상쇄하고, 장갑은 공통 패널화되어 교환 가능하다고 하는 자료도 볼 수 있다.[18]
10. 1 2 3  S-(숫자) 및 Serial (숫자)의 부분은 제조번호이다. 현시점에서는 팔 부분, 다리 부분, 동력원을 제외하고 구체적으로 어느 기기를 가리키는 코드인지는 명시되어 있지 않다.
11. ↑  《기동전사 건담 기록전집》에 게재된 이 기긱의 투시도에는 관절부에 삼소니 심 전동모터, 핵융합로(엔진)에 타킴 NC-7 외에 안테나 수제식 79타입, 청음기에 마츠무 S-4 등의 기술이 보인다.[30]
12. ↑  프레임 대신에 바디가 기체의 강도를 유지하는 구조이다.[31] 방송 당시는 모노코크 바디를 채택한 자동차가 보급되기 시작한 시기로 그 당시의 "현실의 최신 기술"을 도입한 것이었다.[31]
13. ↑  동시대의 MS의 표준적인 동력원으로 미노프스키 이오네스크형 핵융합로를 탑재한다.[34] 한편 그 이전의 설정으로는 신기축의 자기장 제어 기술에 의해 소형화된 핵융합로를 탑재, 전력 변환에는 MHD 발전을 이용하는 자료도 볼 수 있다.[38]
14. ↑  TV 애니메이션 제5화 "대기권 돌입"에서는 대기권에 재돌입한 건담이 공력 가열에 견딜 수 있도록 B 파츠 하복부 중앙의 포켓 "내열 필름(필터) 캡슐"에 수납된 내열 필름을 전개해 기체를 덮고, 무사히 생환한다. 이 내열 필름(필터)는 RX-75 건탱크에도 동일하게 장비되어 있다.[39] 극장판에서는 내열 필드로 변경되었다. 이것은 사타구니 부분에서 분출되는 에어(냉각 기체)를 전방의 실드에 분사시켜 건담 본체를 덮는 필드를 형성시켜 가열을 막는 방법이다.
15. ↑  화학 연료를 이용한 로켓이라고 하는 자료도 볼 수 있다.[25] 또한 중수소와 헬륨3를 연료재로 한 레이저 핵융합 펄스 추진과 과학 로켓을 혼합했다고 하는 자료도 볼 수 있다.[38]
16. ↑  TV 애니메이션 《기동전사 건담》 제9화에서는 스러스터(작품 내에서는 로켓 노즐로 불린다)에 의한 점프력을 이용하여 공중으로의 비상과 하강을 반복해가며 돕을 격파하는 모습을 보였다.
17. ↑  제18화에서 앗잠의 공격을 받을 때는 실행하고 있는 작업을 음성으로 보고했다.
18. ↑  《기동전사 건담 제08MS소대》의 소설판(상권)에서는 시로 아마다가 육전형 건담을 미끼로 사용하기 위해 오토 파일럿 기능으로 기립시키고 있다. OVA판에서도 시로가 콕피트 내에서 수면을 취하고 있어도 자동으로 기지까지 도보로 귀환하는 묘사가 있다.
19. ↑  형식번호를 "ASG86-B3S IV"라고 기재한 자료도 있다.[45]
20. ↑  TV 시리즈에서는 가우의 메가 입자포를 쉽게 막는 묘사도 있었지만, 이것에 대해서는 후에 무크 《로망 앨범 엑스트라 42 기동전사 건담 극장판》의 기사에서 각본 및 설정 담당이었던 마츠자키 켄이치가 고증 오류라고 단언하고 있다.
21. ↑  건프라 〈1/100 MG 건담 Ver.일년전쟁 0079〉에서는 실드 뒷면에 빔 사벨 외에도 빔 라이플과 하이퍼 바주카를 장착할 수 있다. 총에 이를 위한 접이식 돌기가 있다. 또한 HGUC판에서는 신판, 구판 모두 이들이 생략되어 있다.
22. ↑  〈1/100 MG RX-78-2 건담 Ver.2.0〉의 조립 설명서에서도 "넓은 범위를 소각하기 위한 것으로 생각된다"라고 기술되어 있다.
23. ↑  반다이의 게임 작품에서는 "연방의 하얀 악마", 반프레스토의 게임 작품이나 일부 서적에서는 "연방의 하얀 유성"이라고 표기되어 있다.[61][62]
24. ↑  《기동전사 건담 기렌의 야망 지온 독립전쟁기》에서는 가르마가 "V 작전"의 파일을 읽고 있는 영상이 있다.
25. ↑  처음으로 등장한 《건담 에이스》 2013년 8월호에서의 명칭은 "프로토타입 건담 (롤아웃)"이다.
26. ↑  후에 "롤아웃 컬러"라 칭하고, 이 컬러링을 "색놀이"로 RX-78-2 사양의 건담에 적용시킨 입체물이 몇 가지 상품화되었지만, 설정 상으로는 RX-78-1뿐이다.
27. ↑  전면 설정화에서는 오른쪽 허리이지만, 후면 설정화에서는 왼쪽 허리로 되어 있다.
28. ↑  사실은 "입이 있으면 그리기가 힘들다"라는 이유였다.[13]。
29. ↑  《마스터 아카이브》에서 스펙은 모두 RX-78-2와 같다고 한다.
30. ↑  G-3 건담을 "2호기에 마그넷 코팅을 해서 운동 성능을 배가시킨 것"이라고 하는 자료도 있다.[83]
31. ↑  2호기도 마그넷 코팅 처리 후에 형식번호를 RX-78-3으로 변경했다고 하는 자료도 있다.[86]
32. ↑  《MSV》판의 G-3 건담의 동체 둘레는 도장되지 않은 상태로 루나 티타늄 합금이 노출되어 있는 것으로 알려져 있다.[87]
33. ↑  20%라고 하는 자료도 있다.[93]
34. ↑  작품 내에서는 백팩(버니어가 5개로 일반형보다 1.5배의 추력)[119]으로 교환하지만, 프라모델 등의 입체물에서는 일반형 백팩의 빔 사벨 베이스와 환장한다.
35. ↑  또한 만화에서도 코어 파이터는 등장하지만 디자인이 달라서 코어 블록으로는 변형되지 않는다.
36. ↑  추가 부위는 양어깨구(개틀링 건과 교환), 양 어깨 아머(후크와 교환), 양쪽 무릎, 양쪽 종아리이다.
37. ↑  설정화에서는 이른바 아킬레스건에 해당하는 부분에서도 차이를 볼 수 있지만,[122] 건담 프라모델에서는 전기형과 같은 형태를 하고 있다.
38. ↑  결국에는 없어졌지만, 처음에는 입도 있었다.
39. ↑  TV판 제작시의 초벌 화고에서는 짐과 같은 디자인의 빔 스프레이 건이나 복수의 장비를 풀 장비한 화고도 존재했다.[131] 또한 완구용으로 자벨린과 바주카, 전기 채찍도 디자인되었으며, 이 중 바주카와 자벨린이 채택되었다.[132]
40. ↑  화려한 트리콜로 도장은 "데몬스트레이션을 눈에 띄게 할 필요가 있는 시작기이기 때문에"라고 한 것 등.
41. ↑  "상품상의 사정"이라는 표층적인 것과 건담의 리얼한 세계관의 모빌 슈트라는 두 요소 가운데서 흔들리고 있는 것이 건담 디자인의 포인트이다.[13]
42. ↑  《기동전사 건담 30주년 프로젝트》의 보도 자료에는 "18m의 등신대 입상"이라고 되어 있으나 일반적으로 등신대는 사람의 키와 같은 크기라는 의미로 사용되며, 주요 신문 등에서는 실물 크기로 표기되어 있다.
43. ↑  2009년 12월 17일에 방송된 《정보 프레젠터 토쿠다네!》의 1코너에서 이야기된 실물 크기의 건담 해체 후의 근황을 선라이즈에게 전화 취재했을 때의 코멘트에 의하면 "복수의 블록으로 분해되어 일본 내 몇 군데의 모처에 보관되고 있으며 매니아들에게 장소가 노출되지 않도록 정기적으로 보관 장소를 변경하고 있다"라고 한다.
44. ↑  전체적인 형상은 변하지 않았다.

## 참고 문헌
- 서적
  - 야스히코 요시카즈 (2011년 11월 26일). 《기동전사 건담 THE ORIGIN 공식 가이드북 3》. 카도카와 쇼텐. ISBN 978-4-04-715600-5.
  - 《기동전사 건담 MS 대전집 2013 [+원화 설정집]》. 아스키 미디어 웍스. 2012년 12월 25일. ISBN 978-4-04-891215-0.

- 잡지
  - 《건담 에이스 2019년 11월호》. 《건담 에이스》 (카도카와 쇼텐).
  - 《건담 에이스 2020년 4월호》. 《건담 에이스》 (카도카와 쇼텐).
  - 《건담 에이스 2021년 3월호》. 《건담 에이스》 (카도카와 쇼텐).

- 건담 프라모델 부속 조립 설명서
  - 《HG 1/144 RX-78-02 건담 (기동전사 건담 THE ORIGIN판)》. 반다이 스피리츠. 2020년 3월.

- 웹사이트
  - “MSD (Mobile Suit Discovery) - MECHANICAL”. 《기동전사 건담 THE ORIGIN 공식 사이트》. 선라이즈. 2020년 12월 24일에 확인함.